# Sociedad de las Misiones Extranjeras de París
La Sociedad de las Misiones Extranjeras de París (en latín: Societas Parisiensis Missionum ad Exteras Gentes) es una sociedad de vida apostólica clerical y de derecho pontificio, fundada en 1660 por los sacerdotes franceses Alexandre de Rhodes y Pierre Lambert de la Motte, en París. A los miembros de este instituto se les conoce como misioneros del MEP y posponen a sus nombres las siglas M.E.P. (de su nombre en francés Missions Étrangères de Paris).
En 1659, las instrucciones para la creación de la Sociedad de las Misiones Extranjeras de París estuvieron a cargo de la Congregación para la Evangelización de los Pueblos de Roma, y marcaron la creación de una institución misionera que no dependía de la voluntad de las potencias misioneras y coloniales tradicionales de España o Portugal. En los 350 años desde su fundación, la institución ha enviado a más de 4200 sacerdotes misioneros a Asia y a América del Norte, con la misión de adaptarse a las costumbres locales, el establecimiento de un clero nativo, y manteniendo estrechos contactos con Roma.

## Historia

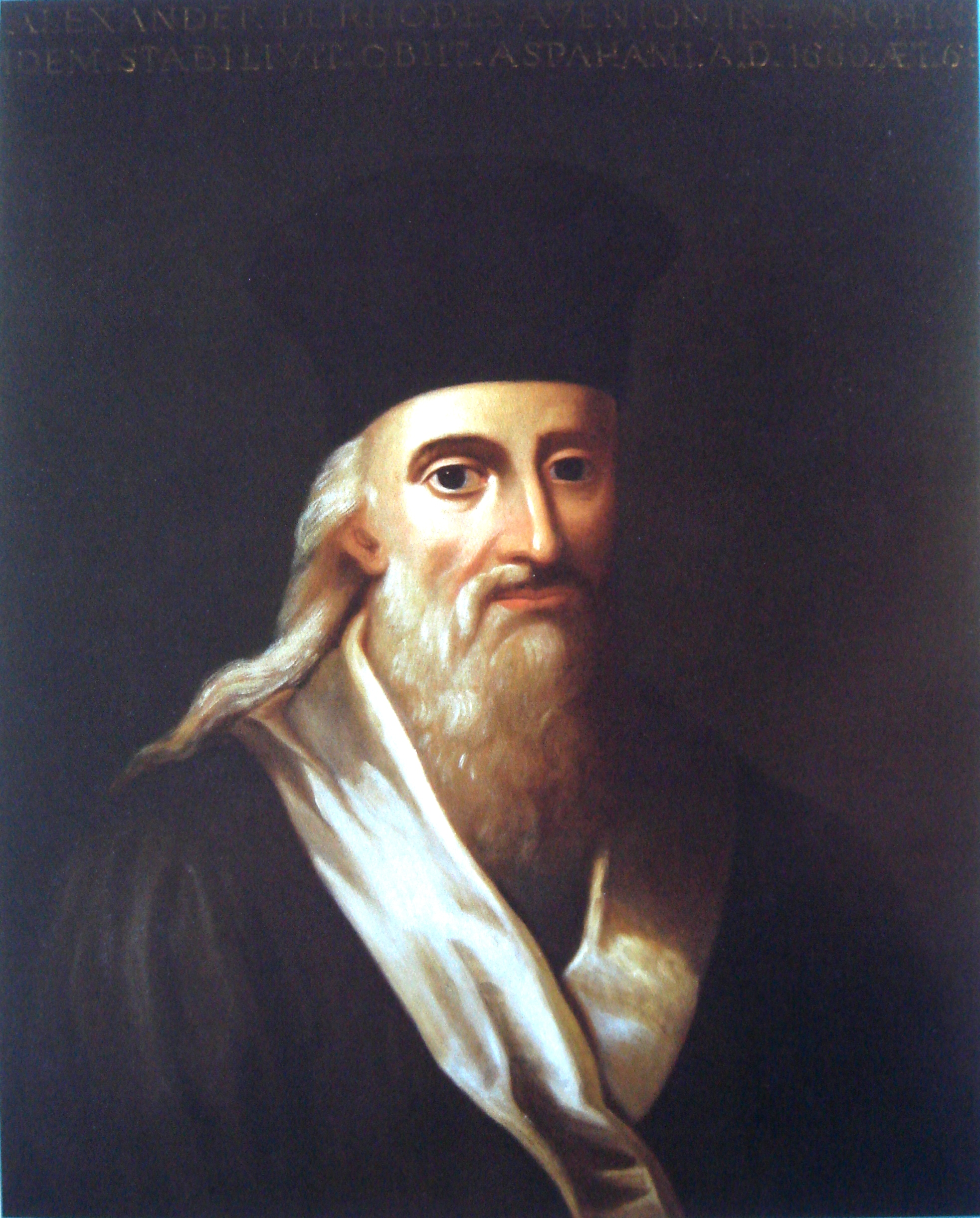
Alexandre de Rhodes (1591-1660), jesuita francés, fundador de la Sociedad de las Misiones Extranjeras de París.

### Antecedentes
Las potencias coloniales tradicionales de España y Portugal habían recibido inicialmente del papa un acuerdo exclusivo para evangelizar las tierras conquistadas, un sistema conocido como un Patronato regio o Padroado Real (en portugués). Después de algún tiempo, sin embargo, Roma quedó insatisfecha con el sistema Padroado, debido a sus escasos recursos, una fuerte participación en la política, y la dependencia de los reyes de España y Portugal, para cualquier decisión.
Desde un punto de vista territorial, Portugal también había estado perdiendo terreno frente a las nuevas potencias coloniales de Inglaterra y las Provincias Unidas de los Países Bajos, lo que significaba que eran cada vez menos capaces de evangelizar a nuevos territorios. En los territorios que se utilizaban para controlar, Portugal había visto algunos desastres, por ejemplo, el Kirishitan japonés estaba siendo erradicadas desde alrededor de 1620. Por último, las autoridades romanas tenían dudas sobre la eficacia de las órdenes religiosas, como los dominicos, franciscanos, jesuitas o barnabitas, ya que eran muy vulnerables en caso de persecuciones. Ellos no parecían ser capaces de desarrollar el clero local, que serían menos vulnerables a la persecución del Estado. El envío de obispos para desarrollar un fuerte clero local parecía ser la solución para lograr una futura expansión:

"Tenemos todas las razones para temer que lo que sucedió a la Iglesia de Japón, también le podría pasar a la Iglesia de Annam, porque estos reyes, en Tonkín y en Cochinchina, son muy poderosos y están acostumbrados a la guerra... Es necesario que la Santa Sede, por su propio movimiento, dar pastores a estas regiones orientales donde los cristianos se multiplican de una manera maravillosa, no sea que, sin obispos, estos hombres mueren sin sacramento y la condenación manifiestamente en riesgo".
Alexandre de Rhodes.

Ya en 1622, el Papa Gregorio XV, con el deseo de retomar el control de los esfuerzos misioneros, había establecido la Sagrada Congregación para la Propagación de la Fe (Congregatio de Propaganda Fide comúnmente conocida como la propaganda) con el objetivo de acercar a la fe católica a los no católicos, (evangélicos y cristianos orientales), sino también a los habitantes de América y Asia.  Con el fin de hacerlo, Roma resucitó el sistema de vicarios apostólicos, que dependería directamente a Roma en sus esfuerzos misioneros, y el responsable de crear un clero nativo.
En el campo, los conflictos violentos estallarían entre el Padroado y la Propaganda durante los siglos XVII y XVIII (cuando los primeros misioneros de la Sociedad de las Misiones Extranjeras de París estaban cerca del Lejano Oriente, los portugueses tenían órdenes de capturarlos y enviarlos a Lisboa). La creación de la Sociedad de Misiones Extranjeras de París fue bien alineada con los esfuerzos de Roma por desarrollar el papel de la Propaganda.

### Establecimiento

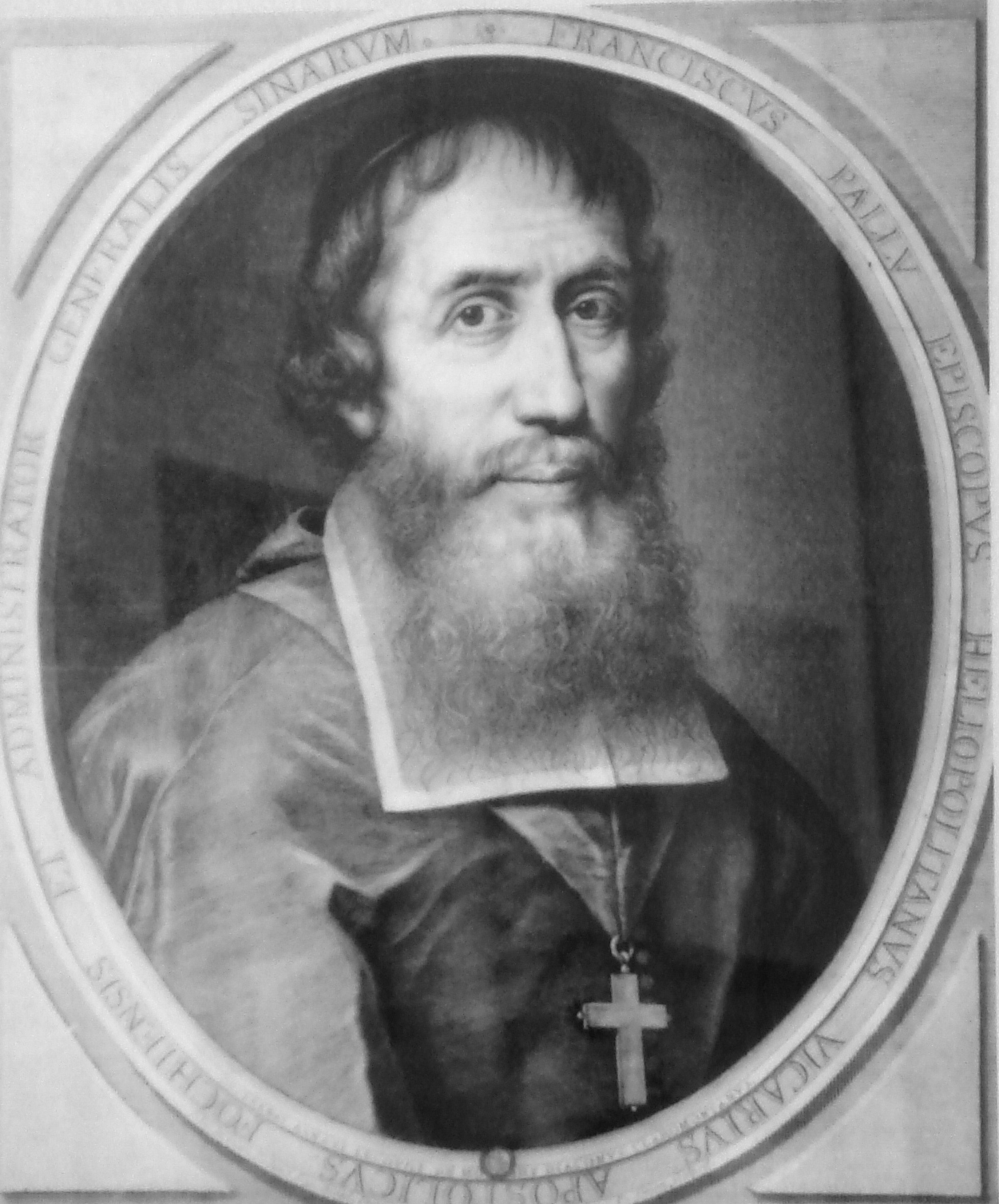
François Pallu (1626-1684) fue uno de los jóvenes reclutados por Alexandre de Rhodes para dar inicio a la Sociedad de las Misiones Extranjeras de París.

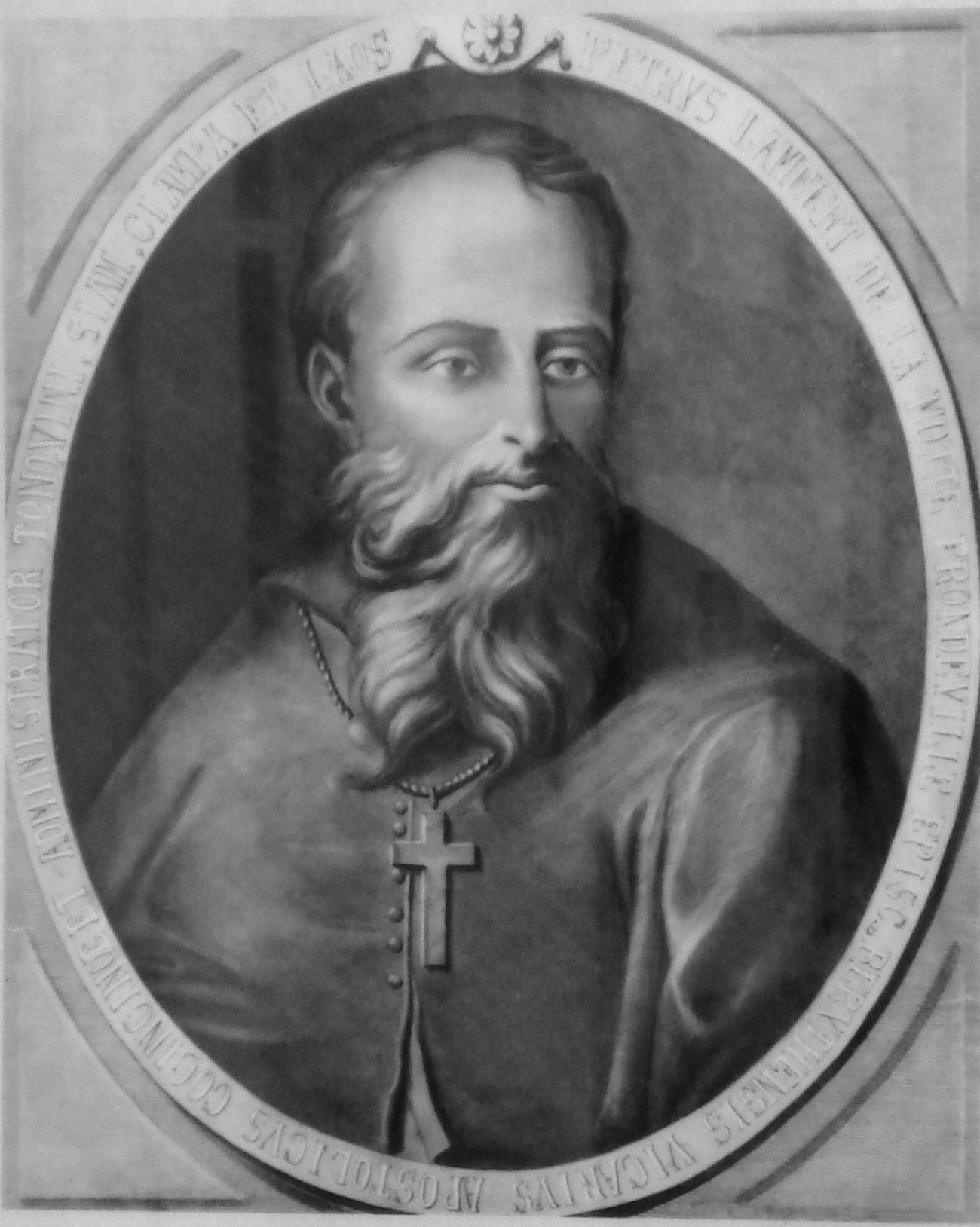
Pierre Lambert de la Motte (1624-1679), otro de los fundadores de la sociedad.

La creación de la Sociedad de las Misiones Extranjeras de París se inició cuando el Padre jesuita Alexandre de Rhodes, de regreso de Vietnam y pidiendo el envío de numerosos misioneros al Lejano Oriente, obtuvo en 1650 un acuerdo por el papa Inocencio X para enviar sacerdotes seculares y obispos como misioneros. De Rhodes recibió en París en 1653 un fuerte apoyo financiero y organizativo de la Compañía del Santísimo Sacramento para tal fin. El misionero encontró voluntarios en el clero secular de París, entre ellos François Pallu, Pierre Lambert de la Motte e Ignace Cotolendi. Siendo estos los primeros miembros de la sociedad que fueron enviados al Lejano Oriente para establecer un vicariato apostólico.
Debido a la fuerte oposición de Portugal y de la muerte del Papa Inocencio X el proyecto se estancó durante varios años, sin embargo, fue retomado cuando los candidatos a las misiones decidieron ir solos a Roma en junio de 1657.

#### La ordenación de obispos misioneros
El 29 de julio de 1658, los dos fundadores principales de la Sociedad de las Misiones Extranjeras de París fueron ordenados como obispos en la Ciudad del Vaticano. François Pallu fue nombrado obispo titular de Heliópolis y vicario apostólico de Tonkín y Pierre Lambert de la Motte, obispo titular de Beirut y vicario apostólico de Cochinchina. El 9 de septiembre de 1659, el papa definió los territorios que tenían que administrar. A Pallu le correspondían los territorios de Tonkín, Laos, y cinco provincias adyacentes del sur de China (Yunnan, Guizhou, Huguang, Guangxi, Sichuan); y a Lambert de la Motte, le correspondió Cochinchina y cinco provincias del sureste de China (Zhejiang, Fujian, Cantón, Jiangxi, Hainan). En 1660, fue consagrado obispo Ignace Cotolendi y nombrado obispo titular de Metellópolis y vicario apostólico de Nakín con también cinco provincias chinas.
Todos ellos fueron nombrados obispos in partibus infidelium (alocución latina que en castellano quiere decir "en las zonas de los infieles"). En 1658, Francisco de Laval también fue nombrado vicario apostólico de Nueva Francia (hoy Canadá) y obispo de Petra, convirtiéndose en el primer obispo de esas tierras. En 1663 fundó el Seminario de Quebec, con el apoyo de la Sociedad de las Misiones Extranjeras de París.
La sociedad misma fue establecida formalmente por la Compañía del Santo Sacramento en 1658. El objetivo de la nueva sociedad era la evangelización de los países no cristianos, la fundación de iglesias particulares y la formación de un clero nativo bajo la jurisdicción de los obispos. La creación de la Sociedad de las Misiones Extranjeras de París coincidió con la creación de la Compañía francesa de las Indias Orientales.
Con el fin de despachar los tres misioneros a Asia, la Compañía del Santísimo Sacramento estableció una empresa comercial, la Compañía de China, fundada en 1660. Al mismo tiempo, el establecimiento de una compañía de comercio y la amenaza percibida de los esfuerzos misioneros franceses en Asia tuvo gran oposición por parte de los jesuitas, el gobierno portugués, el neerlandés e incluso de Propaganda Fide; dando lugar a la emisión de una prohibición de la Compañía del Santísimo Sacramento por el Cardenal Mazarino  en 1660. A pesar de estos hechos, el rey, la Asamblea del Clero Francés, la Compañía del Santísimo Sacramento y donantes privados aceptaron financiar el esfuerzo, y los tres obispos lograron salir, por tierra, a su destino. Esto se debió a que Portugal se había negado tomar misioneros que no fueran del Padroado en sus barcos, y el Holanda e Inglaterra se negaron por tratarse de misioneros católicos. Con todo, Pierre Lambert de la Motte dejó Marsella el 26 de noviembre de 1660, y llegó a Mergui en Siam 18 meses más tarde. François Palluse se unió a Lambert en la capital de Siam Ayutthaya luego de un viaje de 24 meses por tierra. Ignace Cotolendi murió a su llegada a la India el 6 de agosto de 1662. Siam se convirtió en el primer país en recibir los esfuerzos de la evangelización de la Sociedad de las Misiones Extranjeras de París.

#### Misiónad gentes

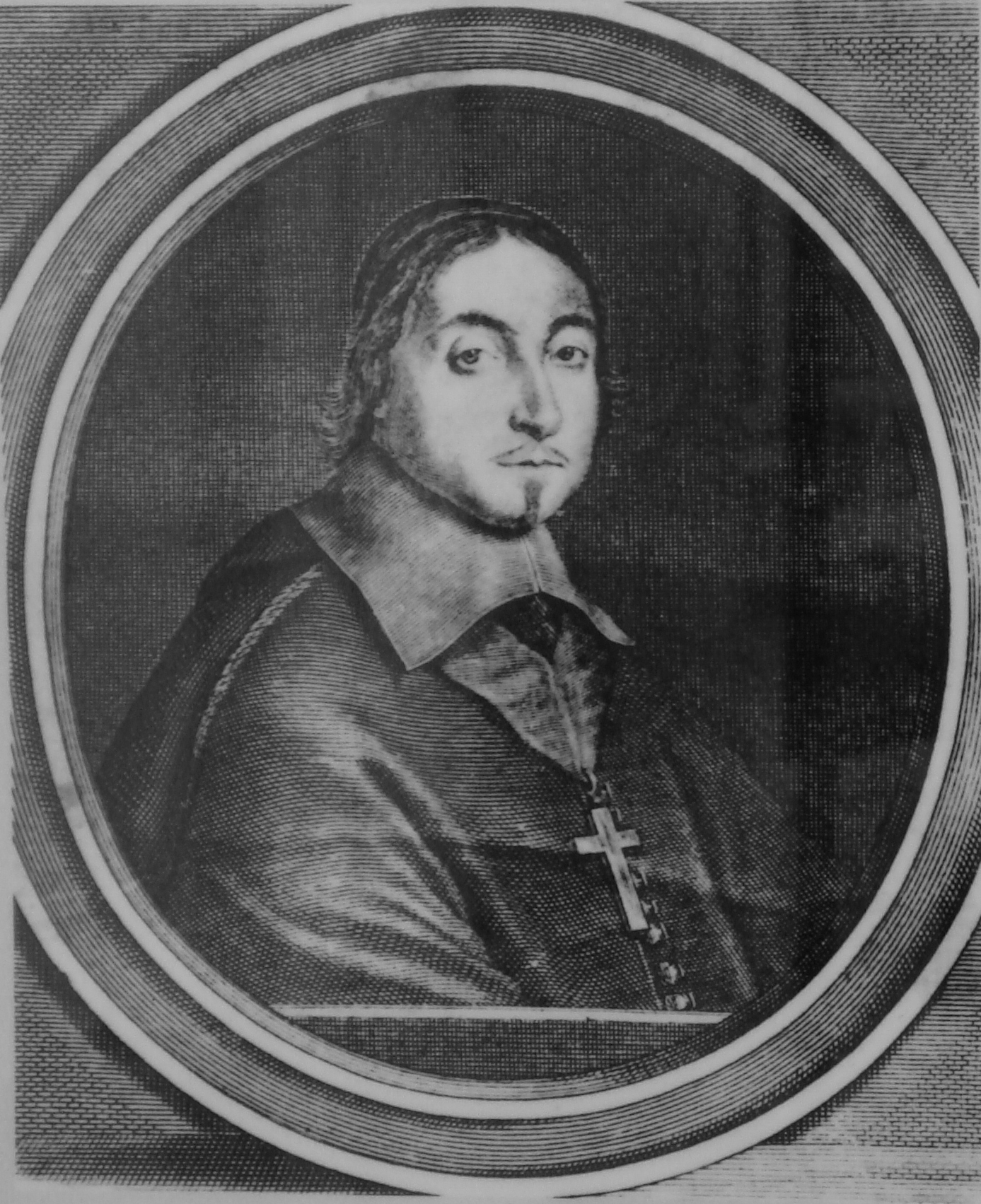
Ignace Cotolendi (1630-1662) miembro del grupo de fundadores de la sociedad.

La misión tenía el objetivo de adaptarse a las costumbres locales, el establecimiento de un clero nativo, y mantener un estrecho contacto con Roma. En 1659, se dieron instrucciones de la Congregación para la Evangelización de los Pueblos (conocida como la "Propaganda"):

"Esta es la razón principal que determinó la Sagrada Congregación para enviarlos como obispos en estas regiones. Es que intentarán por todos los medios y métodos posibles, para educar a los jóvenes para que sean capaces de recibir el sacerdocio".
-Extracto de las instrucciones de 1659, dadas a Pallu y Lambert de la Motte por la Congregación para la Evangelización de los Pueblos.

Las instrucciones también se les dio en el sentido de que el respeto a las costumbres de los países que se evangelizarían era primordial, un principio rector de la Sociedad de las Misiones Extranjeras de París desde entonces:

"No actuar con celo, no ponga ningún argumento para convencer a esos pueblos a cambiar sus ritos, sus costumbres o sus usos, excepto si son evidentemente contrarias a la religión y la moral. ¿Cuál sería más absurdo que traen Francia, España, Italia o cualquier otro país de Europa a los chinos? ¿No les traen a nuestros países, sino que traen con ellos la fe , una fe que no rechaza o daño a los ritos, ni los usos de las personas, siempre que sean no de mal gusto, pero que en vez mantiene y los protege".
-Extracto de las instrucciones de 1659, dadas a Pallu y Lambert de la Motte por la Congregación para la Evangelización de los Pueblos.

#### Casa madre y curia general

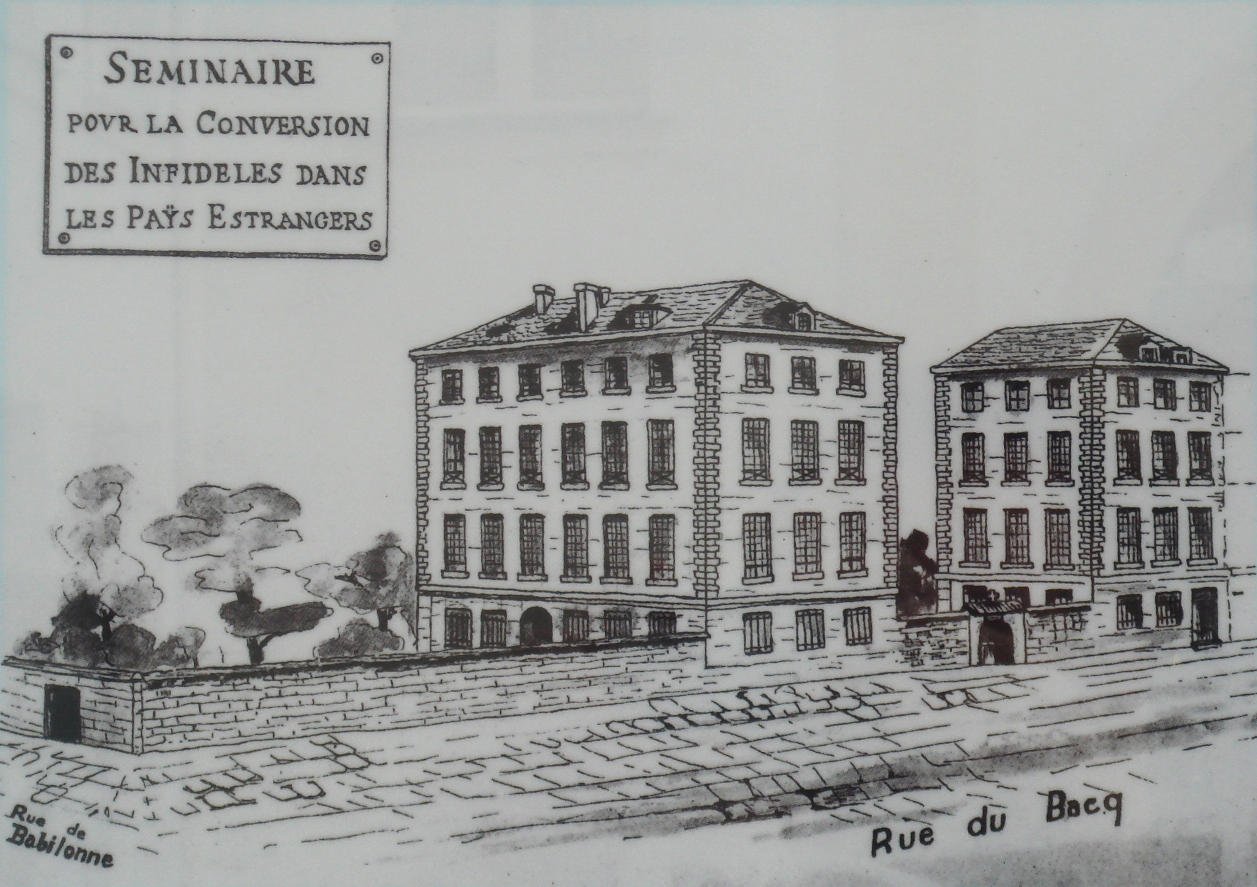
La Sociedad de las Misiones Extranjeras de París en 1663.

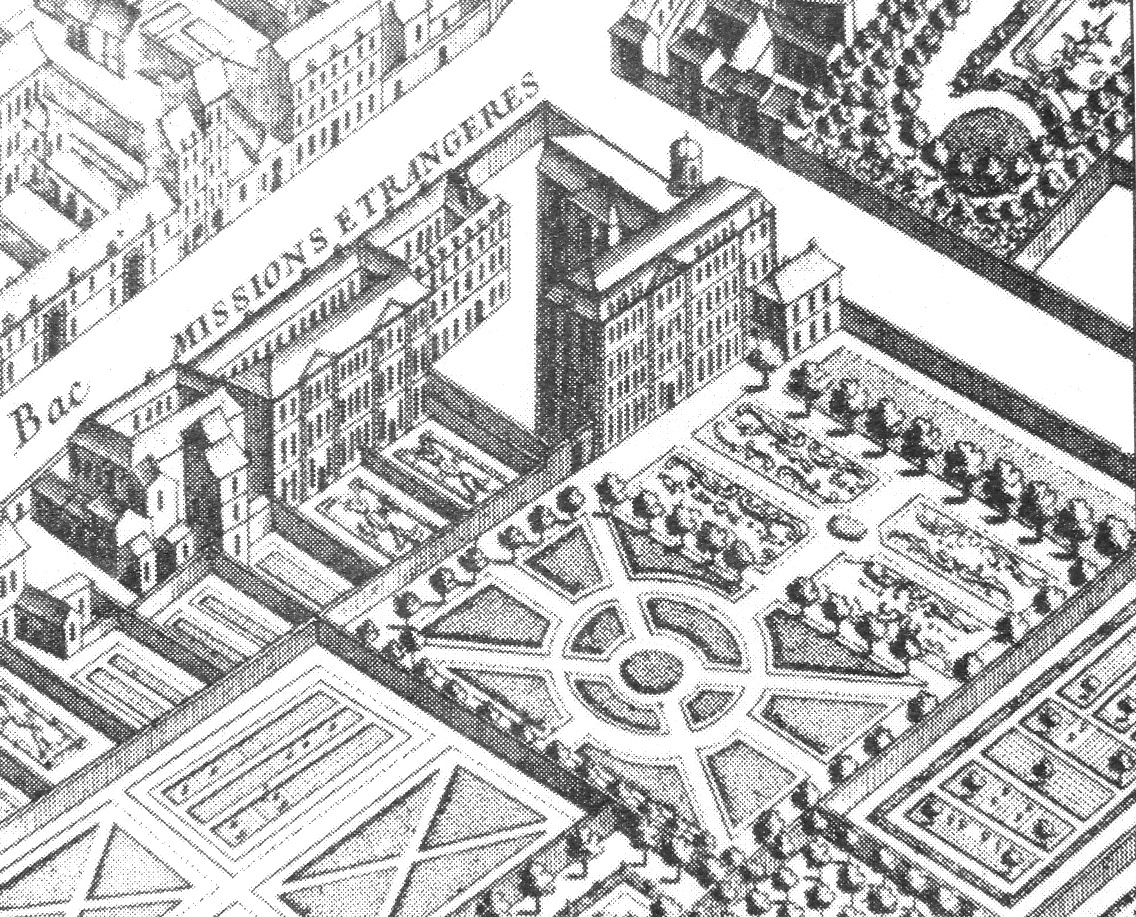
La Sociedad de las Misiones Extranjeras de París en 1739 con su parque (detalle de 1739 del mapa de París de Turgot).

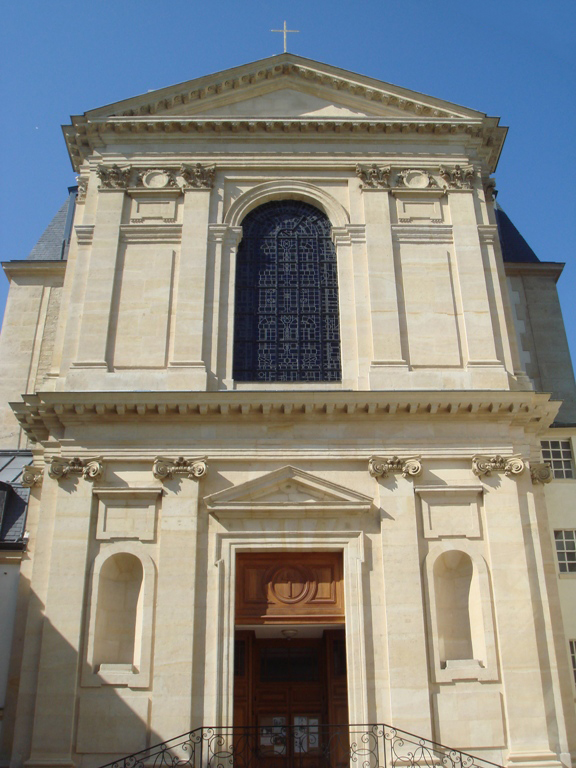
La Capilla de la Sociedad de Misiones Extranjeras de París, fundada en 1691.

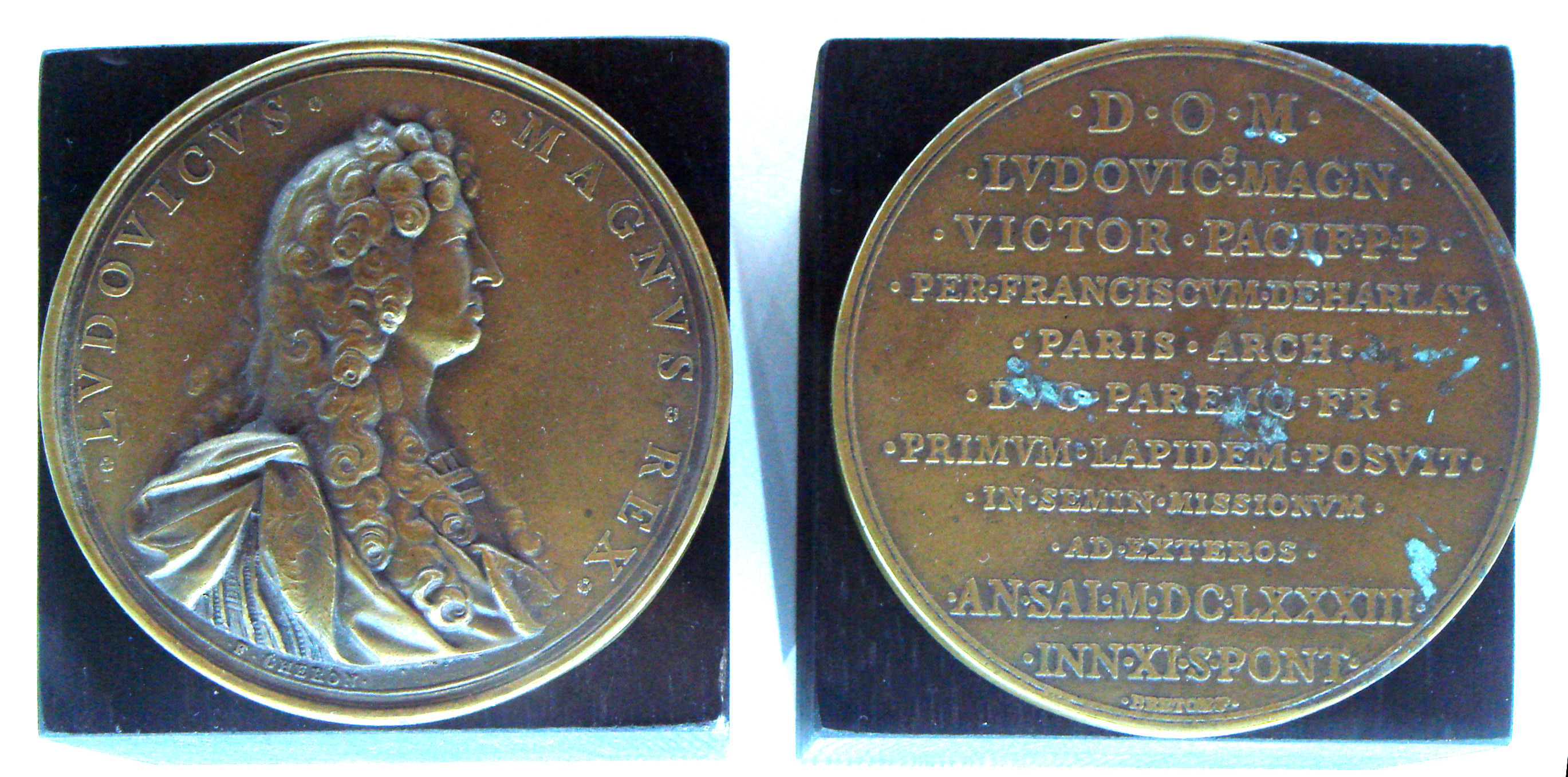
Luis XIV de Francia en una medalla conmemorativa de la primera piedra de la Misión (1683).

El Seminario (Séminaire des Missions Étrangères) fue creado en marzo de 1663, cuando Jean Duval, ordenado bajo el nombre de Bernard de Sainte Thérèse, nombrado obispo de Babilonia (actual Irak) en 1638, ofreció a los edificios abandonados de su Seminario de las Misiones a Persia, que había creado en 1644 en 128 Rue du Bac. El 10 de marzo de 1664, el Padre Vincent de Meur fue nominado como el primer director del seminario, y oficialmente se convirtió en Superior del seminario el 11 de junio de 1664.
El Seminario fue establecido para que la sociedad pueda reclutar miembros y administrar su propiedad, a través de las acciones de la Compañía del Santísimo Sacramento y por los sacerdotes que los vicarios apostólicos habían designado a sus agentes. En esta casa se forman los jóvenes destinados a la misión ad gentes. Conocida desde el principio como Seminario de Misiones Extranjeras, consiguió la aprobación del papa Alejandro VII, y el reconocimiento legal del gobierno francés y del rey Luis XIV en 1663. En 1691 se creó la capilla, y en 1732 se completó la nueva, más grande; el edificio fue completado. En 1732. otra ala, perpendicular, se añadió en el siglo XIX para dar cabida al gran aumento de los miembros del Seminario.

### Expansión (1658-1800)
Los principales acontecimientos de este periodo fueron: la publicación del libro Instituciones apostólicas, que contiene el germen de los principios del Estado, la fundación del seminario general de Ayutthaya, Siam (el Seminario de San José, en el origen del Colegio General ahora en Penang, Malasia la evangelización de Tonkín, Cochinchina, Camboya y Tailandia, donde se bautizaron más de 40.000 católicos, la creación de un instituto de monjas vietnamitas conocido como "las Amantes de la Cruz", el establecimiento de normas entre los catequistas y la ordenación de treinta sacerdotes nativos. Entre 1660 y 1700 cerca de 100 misioneros fueron enviados a Asia.

#### Siam

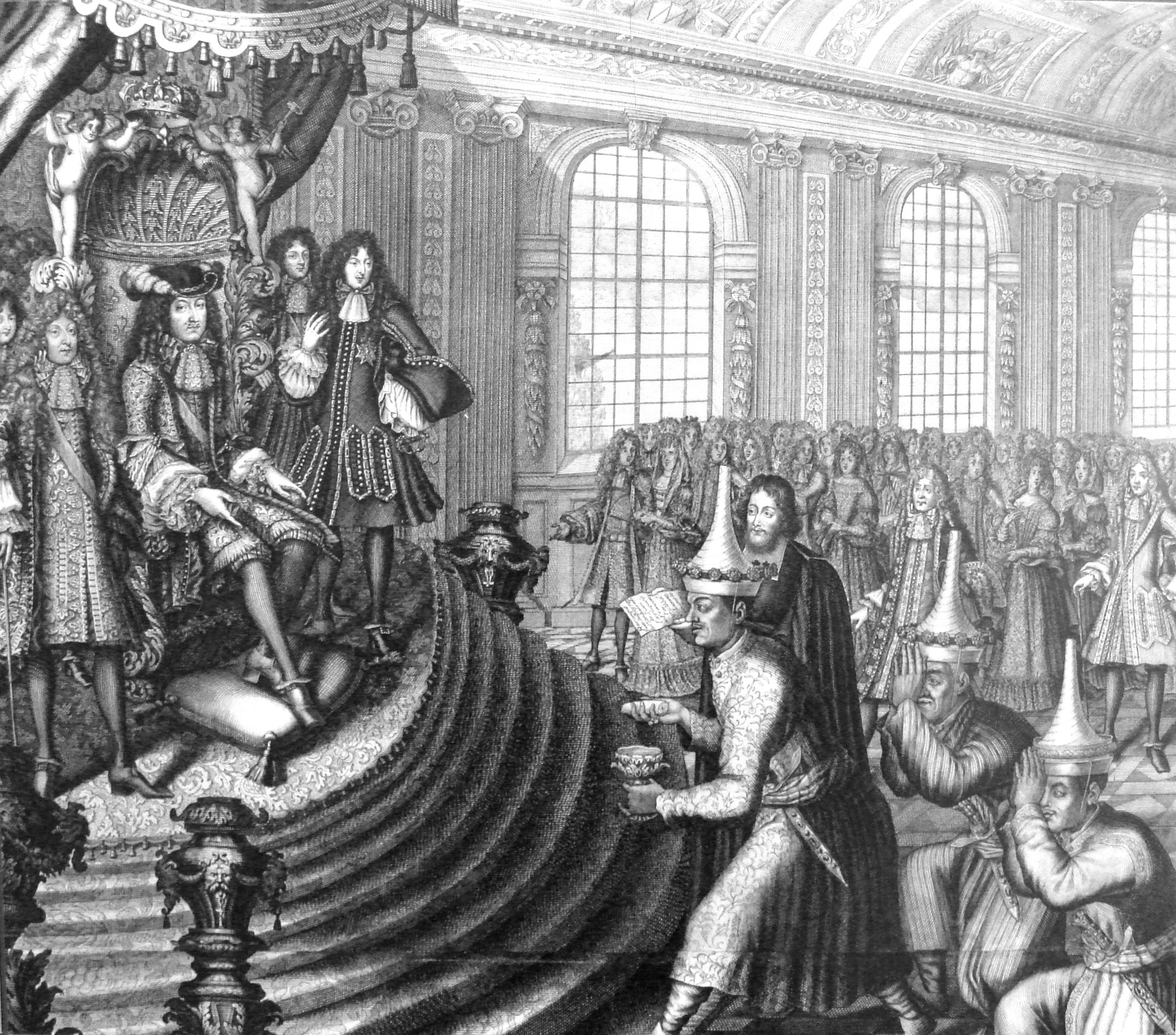
La embajada siamesa enviada a Luis XIV y dirigida por Kosa Pan en 1686, fue consecuencia de los esfuerzos misioneros de la Sociedad de las Misiones Extranjeras de París.

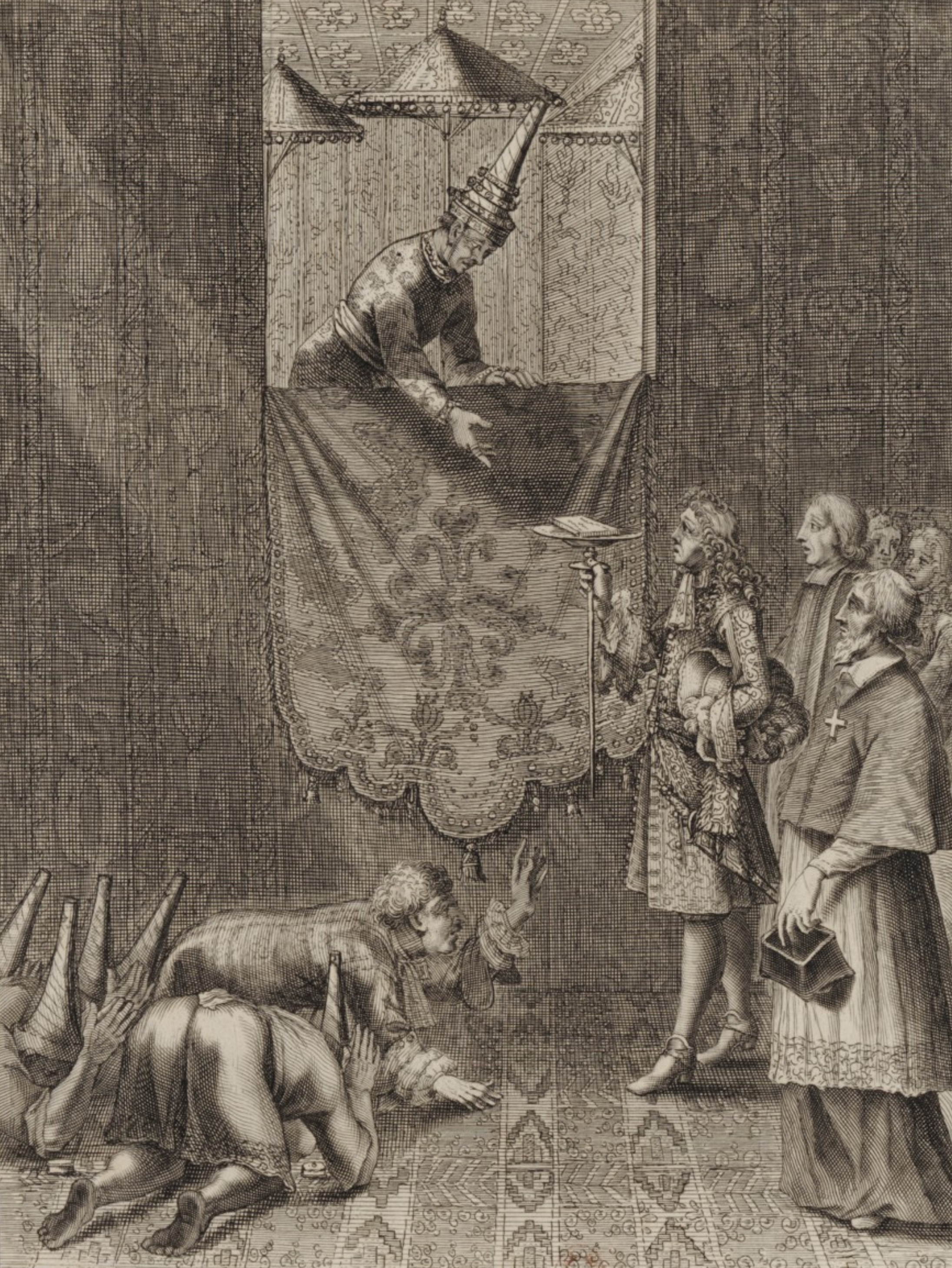
Louis Laneau, misionero del MEP, (a la derecha, frente) participó activamente en los contactos con el rey siamés Narai. Aquí, el embajador francés Chevalier de Chaumont presenta una carta de Luis XIV a Narai en 1685.

Para la Sociedad de las Misiones Extranjeras de París, el punto de partida fue Siam, con el establecimiento de una base en su capital Ayutthaya, porque esta nación era muy tolerante con otras religiones y fue de hecho el único país del sureste de Asia, donde los padres católicos podían establecerse con seguridad. Con el acuerdo del rey siamés Narai, fue fundado el Seminario de San José, lo que permitía educar a sacerdotes asiáticos candidatos de todo el país. También se construyó la primera catedral. La universidad permaneció en Siam durante un siglo, hasta la conquista por Birmania en 1766.
Además de estos eventos de interés puramente religiosos, había otros de orden político. A través de su iniciativa se estableció un intercambio más activo entre India y China, las Indias y Francia. Las embajadas fueron enviadas de un lugar a otro, se firmaron tratados, etc. En 1681 o 1682, el rey Narai, que buscaba reducir la influencia neerlandesa e inglesa, nombró como gobernador de Phuket, el hermano médico misionero René Charbonneau, un miembro de la misión de la Sociedad. Charbonneau ocupó el cargo de gobernador hasta 1685. En 1687 una expedición francesa en Siam tomó posesión de Bangkok, Mergui y Jonselang. Francia estuvo a punto de establecer un imperio indo-chino, aunque el intento falló por la Revolución Siamesa de 1668, con un efecto en cadena sobre las misiones. El obispo Louis Laneau, misionero de París, participó en estos eventos, y fue encarcelado por dos años con la mitad de los miembros del Seminario, hasta que pudo reanudar sus actividades.
En 1702, Artus de Lionne, obispo de Rosalie y misionero del MEP, trajo uno de los primeros chinos a Francia, Arcadio Huang, quien creó la base para el estudio de la lengua china en Francia. En la segunda mitad del siglo XVIII la Sociedad se encargó de las misiones que los jesuitas habían poseído en la India antes de su supresión en Portugal. Muchos de los jesuitas permanecieron allí. Entonces las misiones asumieron una nueva vida, sobre todo en Sichuan (véase también Iglesia católica en Sichuan), bajo los obispos Pottier y Dufresse, en Cochinchina.

#### Cochinchina

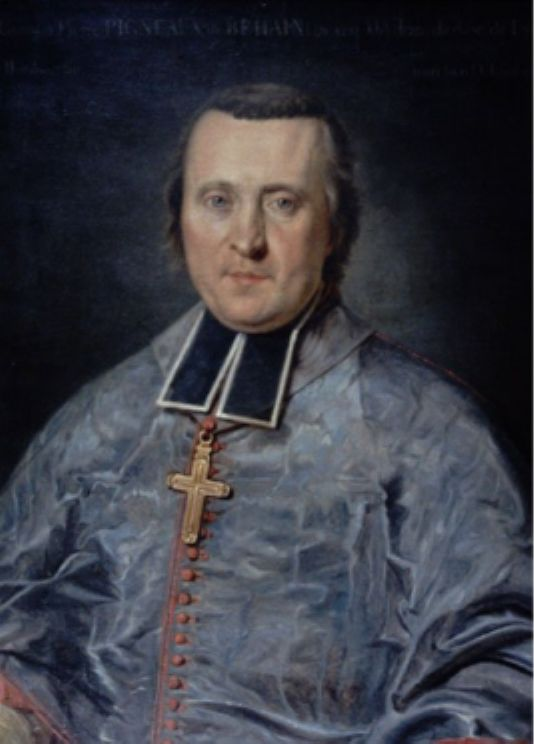
Pigneau de Behaine actuó como agente diplomático para el príncipe vietnamita Nguyan Phúc Ánh (futuro Gia Long).

En Cochinchina, el obispo Pigneau de Behaine actuó como agente de Nguyn Phúc Ánh, un pretendiente al trono, al hacer un tratado con Francia (el Tratado de Versalles), con el fin de obtener el apoyo de varios soldados y oficiales franceses, la modernización de su ejército, y, en última instancia, obtener la victoria sobre el Tây Son.

#### Revolución francesa
A finales del siglo XVIII, la Revolución francesa detuvo el crecimiento de la Sociedad de las Misiones Extranjeras de París, que previamente había sido muy rápido. En ese momento tenía seis obispos, una veintena de misioneros, con la asistencia de 135 sacerdotes nativos, en las diferentes misiones había nueve seminarios con 250 alumnos y 300.000 católicos. Cada año el número de bautismos aumentó en un promedio de 3000 a 3500, el de bautismo de niños in articulo mortis era más que 100 000.

### Nuevo periodo de expansión (sigloXIX)

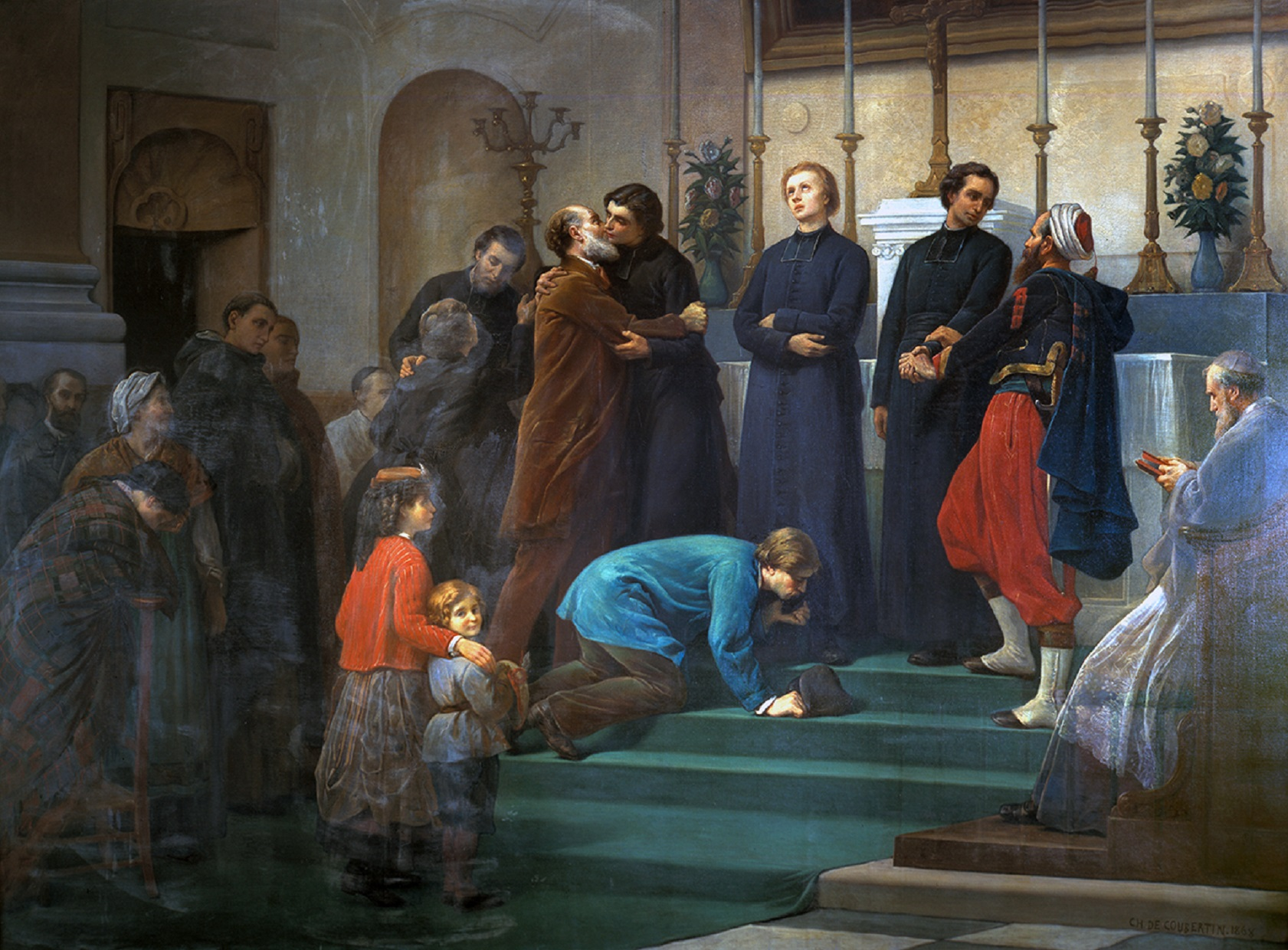
Ceremonia de despedida de los misioneros enviados al Lejano Oriente (Le Départ de 1868 por Charles Louis de Fredy de Coubertin).

El 23 de marzo de 1805, Napoleón firmó un decreto por el restablecimiento de la Sociedad de Misiones Extranjeras de París. Sin embargo, en 1809, a raíz de un conflicto con el papa, el emperador anuló su decisión. Las misiones se restablecieron con firmeza a través de un decreto de Luis XVIII en marzo de 1815.
Varias causas han contribuido al rápido crecimiento de la Sociedad en el siglo XIX, sobre todo la propagación de la Fe y la Sociedad de la Santa Infancia. Cada obispo recibía anualmente 1200 francos, cada misión tenía sus necesidades generales y provisión de obras, que variaba en función de su importancia, y podía ascender entre 10.000 y 30.000 francos.

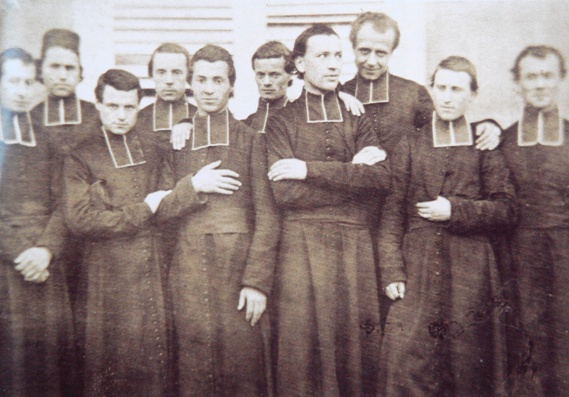
Salida de los misioneros del MEP, 1856.

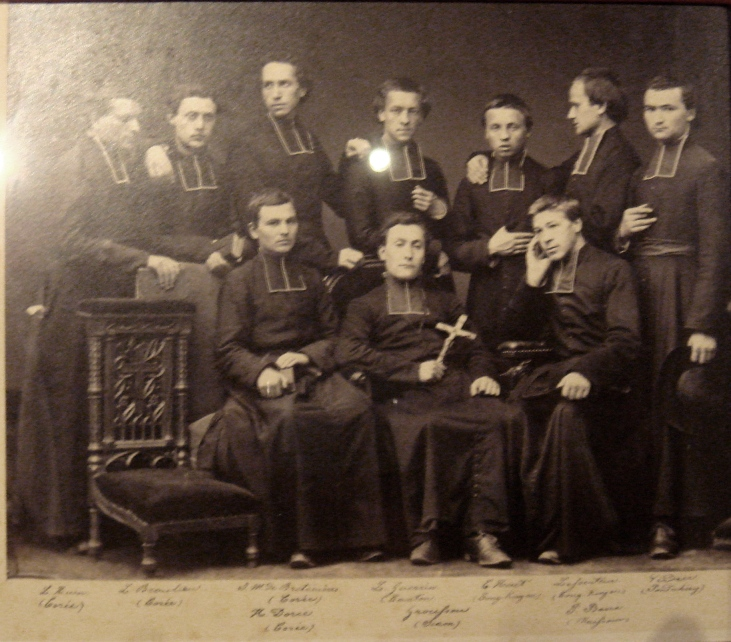
Salida de los misioneros del MEP, 1864, los cuatro de la izquierda se encuentran en la lista de mártires en Corea.

La segunda causa fue la persecución. Quince misioneros murieron en prisión o fueron decapitados durante los siglos XVII, XVIII y comienzos del XIX. En total, cerca de 200 misioneros del MEP murieron de muerte violenta. Entre ellos 23 fueron beatificados o canonizados. Autores como Chateaubriand, con su Génie du christianisme, también contribuyeron a la recuperación del espíritu militante de la religión católica, después de los disturbios de la Revolución francesa.
En 1820, el territorio de la Sociedad de las Misiones Extranjeras de París, que incluía la India desde la supresión de la Compañía de Jesús en 1776, se extendió a Corea, Japón, Manchuria, Tíbet, Birmania y Malasia.
En el siglo XIX, las persecuciones locales de sacerdotes misioneros eran a menudo un pretexto para la intervención militar francesa en Asia, basada en la doctrina del Protectorado de las misiones. Estas persecuciones fueron descritas en Europa por los libros, folletos, anales y revistas, inspirando a numerosos jóvenes ya sea con el deseo de martirio o la de la evangelización. Jugaron un papel importante en las naciones europeas, especialmente en Francia e Inglaterra, para intervenir en Indochina y China.
Otra causa del aumento de los misioneros era la facilidad y la frecuencia de la comunicación, como consecuencia de la invención de vapor y la apertura del Canal de Suez. Un viaje podría realizarse de forma segura en un mes. Anteriormente un viaje requería de ocho a diez meses en medio de muchos peligros. En Vietnam, las persecuciones de numerosos sacerdotes, como Pierre Borie o Augustin Schoeffer, se utilizaron como justificación para las intervenciones armadas de Jean-Baptiste Cécille y Rigault de Genouilly, en última instancia, conducen a la ocupación de Vietnam y la creación de la Indochina francesa. En Corea, la decapitación de Siméon-François Berneux y otros sacerdotes justificó en 1866 la Campaña francesa contra Corea.

#### Vietnam

Martirio de Joseph Marchand en Vietnam en 1835.

En 1825, el emperador Minh Mang, el hijo y sucesor de Gia Long prohibió a los misioneros extranjeros en Vietnam, con el argumento de que eran pervertidas pervertidas. La prohibición se ha demostrado en gran medida ineficaz, ya que muchos misioneros continuaron sus actividades en el país. Algunos de ellos, incluso participaron en rebeliones armadas contra Minh Mang, como la de Lê Van Khôi revolt (1833-1835). Él emperador prohibió totalmente el catolicismo, especialmente el ejercicio del sacerdotcio, sean extranjeros o vietnamitas (1833-1836), dando lugar a persecuciones de los cristianos. Entre las víctimas de esta represión se encuentran, Joseph Marchand en 1835 y Pierre Borie en 1838, considerados mártires por los católicos. Estos eventos sirvieron para avivar el deseo de los jóvenes franceses de intervenir y proteger la fe católica en el lejano oriente.

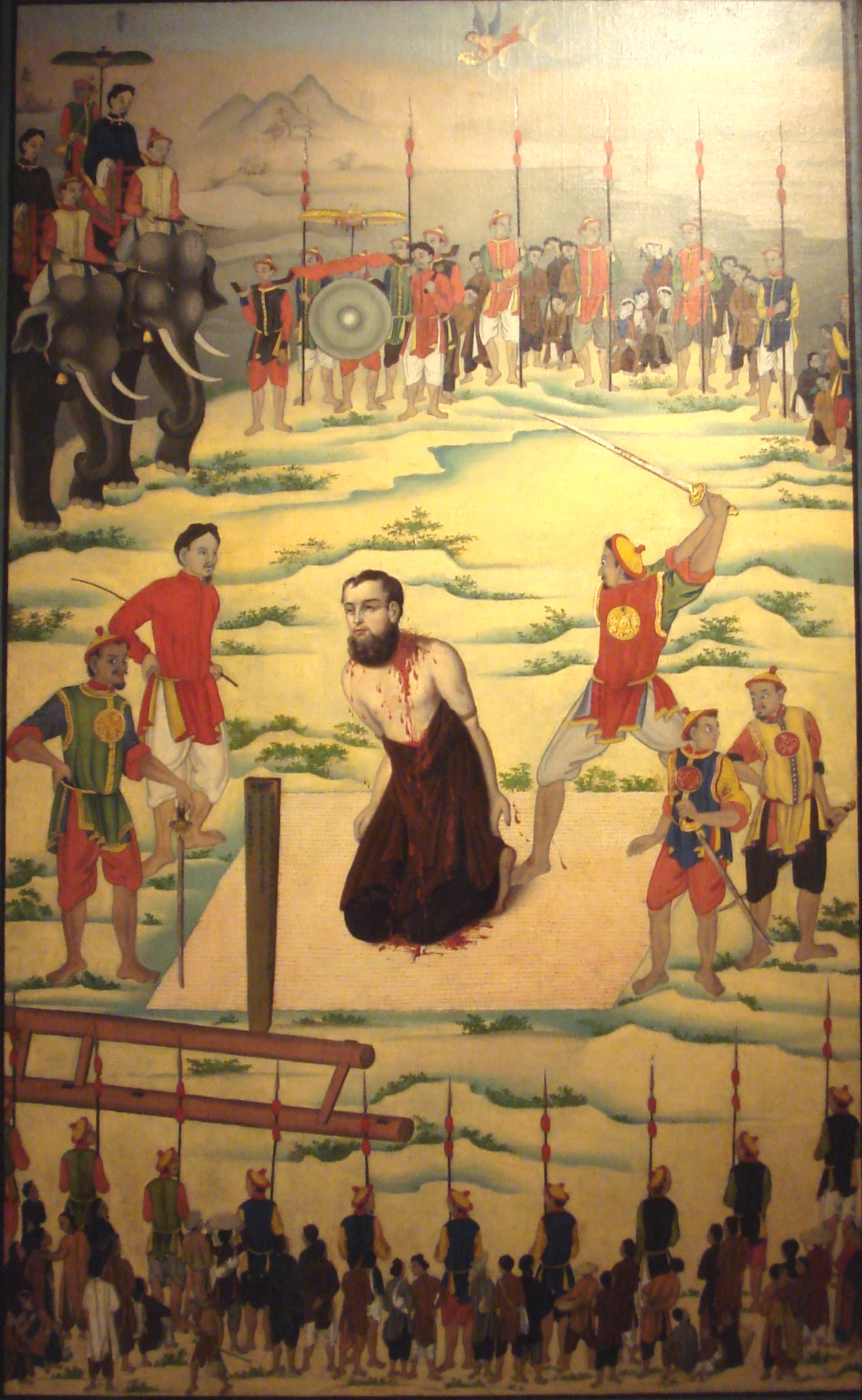
Martirio de Pierre Borie, 24 de noviembre de 1838, en Tonkín, Vietnam. Pintura vietnamita.

El sucesor de Ming Man, Thiau Tra, confirmó la política anticatólica de su predecesor. En 1843, el ministro francés de relaciones exteriores François Guizot envió una flota a Vietnam al mando del almirante Jean-Baptiste Cécille y del capitán Charner. La acción también fue relacionada con los éxitos británicos en China en 1842, y Francia esperaba poder establecer el comercio con China desde el sur. El pretexto era apoyar los esfuerzos británicos en China, y para luchar contra la persecución de los misioneros franceses en Vietnam.
En 1847, Cécille envió dos buques de guerra (Gloria y Victoria) al mando del capitán Lapierre a Ðà Nang (Tourane), en Vietnam, para obtener la liberación de dos misioneros franceses encarcelados, el obispo Dominique Lefèbvre (encarcelado por segunda vez, ya que había vuelto a entrar ilegalmente en Vietnam para acompañar a los cristianos que seguían practicando su fe en la clandestinidad). Dado que las negociaciones no tuvieron resultados, el 15 de abril de 1847 se inició una batalla llamada el Bombardeo de Ðà Nang que estalló entre la flota francesa y los buques vietnamitas.
Otros misioneros que fueron martirizados durante el reinado del emperador Ta Ðac, como Augustin Schoeffer en 1851 y Jean Louis Bonnard en 1852. Esto provocó que la Sociedad de las Misiones Extranjeras de París pidiera al gobierno francés una intervención diplomática. En 1858, Charles Rigault de Genouilly atacó Vietnam bajo las órdenes de Napoleón III, tras la fallida misión del diplomático Charles de Montigny. Su misión declarada era detener la persecución de los misioneros católicos en el país y asegurar la difusión sin trabas de la fe cristiana. Rigault de Genouilly con 14 cañoneras de combate franceses, 3.000 hombres y 300 soldados filipinos, proporcionados por los españoles, atacaron el puerto de Ðà Nang en 1858, causando daños significativos y la ocupación de la ciudad. Después de unos meses, Rigault tuvo que abandonar la operación debido a problemas con el suministro y a las enfermedades de muchos de sus soldados. Navegando hacia el sur, De Genouilly fue capturado en Saigón, una ciudad mal defendida, el 18 de febrero de 1859. Éste fue el comienzo de la Conquista francesa de Cochinchina

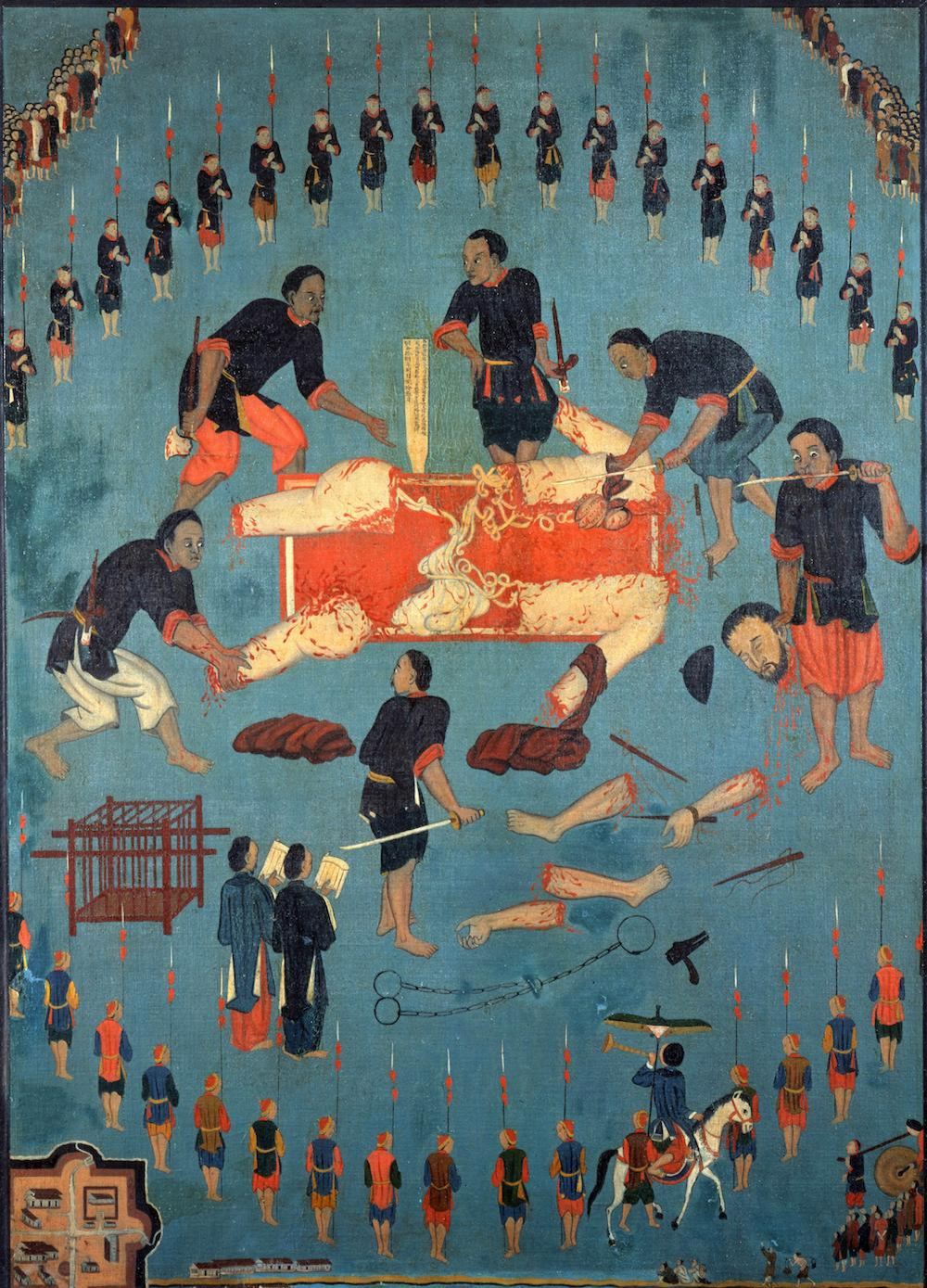
Martirio de Jean-Charles Cornay, 1837.

Diez mártires de la MEP fueron canonizados por Juan Pablo II, el 19 de junio de 1988 como parte de los 117 santos mártires de Vietnam, incluyendo a 11 Padres dominicanos, 37 sacerdotes vietnamitas, y 59 laicos vietnamitas:
- François-Isidore Gagelin (1833).
- Joseph Marchand (1835).
- Jean-Charles Cornay (1837).
- François Jaccard (1838).
- Pierre Borie, vicario apostólico del oeste de Tonkín (1838).
- Augustin Schoeffler (1851).
- Jean-Louis Bonnard (1852).
- Pierre-François Néron (1860).
- Théophane Vénard (1861).
- Étienne-Théodore Cuenot, vicario apostólico del oeste de Cochinchina (1861).

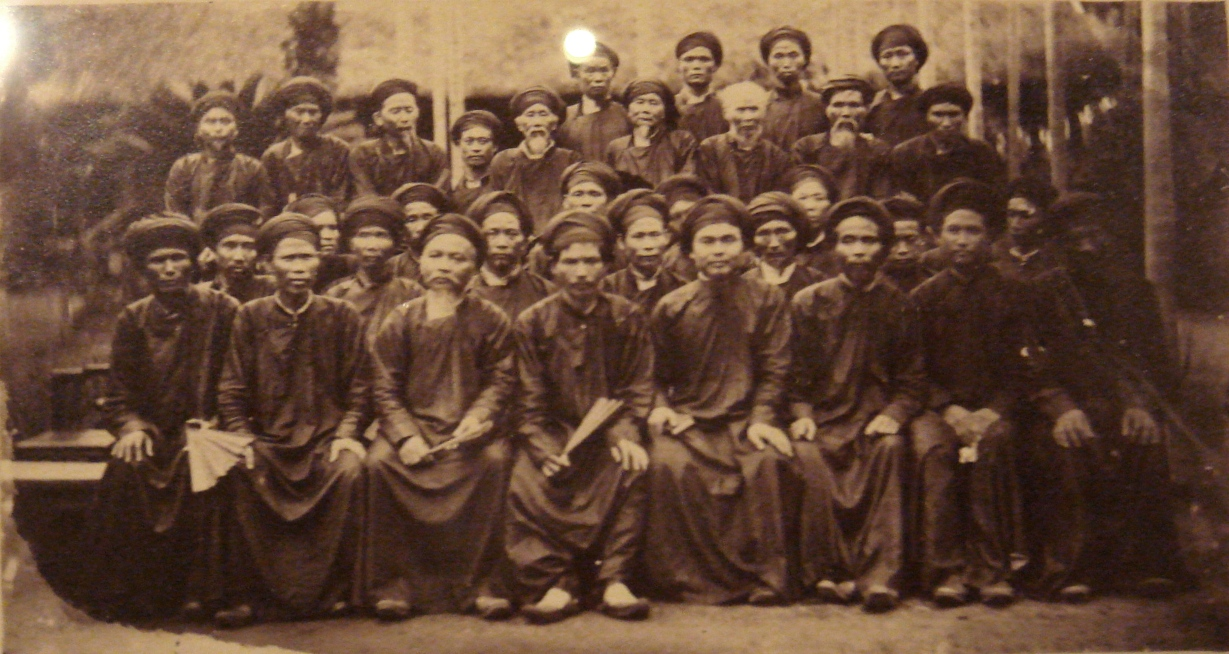
Sacerdotes nativos de la Sociedad de las Misiones Extranjeras de París, en el oeste de Tonkín.
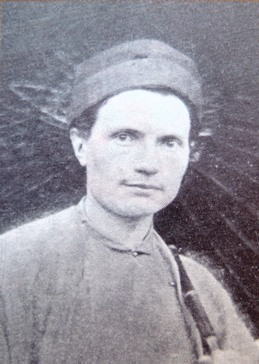
Jules Paspin, de la MEP. Murió de la malnutrición en Vietnam en 1856.

#### Corea

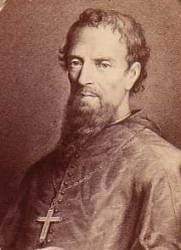
Laurent-Joseph-Marius Imbert, uno de los miembros de la Sociedad de la Misiones Extranjeras de París, martirizado en Corea (21 de septiembre de 1839) y venerado como santo en la Iglesia católica.

En el siglo XIX, los primeros misioneros católicos occidentales comenzaron a entrar en Corea. Esto se hizo a escondidas, ya sea a través de la frontera con Manchuria o en el Mar Amarillo. Estos misioneros del MEP, llegaron a tierras coreanas en la década de 1840 para ofrecer ministros ordenados a una comunidad cristiana que había nacido independiente, formada solo por laicos y en constante crecimiento.
El 26 de abril de 1836, el misionero Laurent-Joseph-Marius Imbert fue nombrado vicario apostólico de Corea y obispo titular de Capsa. El 14 de mayo de 1837, fue consagrado obispo y cruzó secretamente de Manchuria a Corea ese mismo año. El 10 de agosto de 1839, Imbert fue traicionado y llevado a Seúl, donde fue torturado para que revelara el paradero de los misioneros extranjeros. Él escribió una nota a sus compañeros Pierre-Philibert Maubant y Jacques-Honoré Chastan, pidiéndoles que también se entregaran a las autoridades de Corea. Fueron interrogados durante tres días para revelar los nombres y el paradero de los coreanos conversos al cristianismo. Como la tortura no pudo romper el secreto, fueron enviados a otra prisión y decapitados el 21 de septiembre de 1839 en Saenamteo. Sus cuerpos permanecieron expuestos durante varios días. Finalmente fueron enterrados en la montaña Noku.

El obispo Siméon-François Berneux, designado en 1856 como jefe de la iglesia católica en Corea, estimaba, en 1859, que el número de fieles de Corea había llegado a casi 17.000 almas. Al principio, el tribunal de Corea hizo la vista gorda ante tales incursiones. Sin embargo, esta actitud cambió repentinamente, con la entronización del emperador Gojong en 1864. En el momento en que el Heungseon Daewongun asumió el control del gobierno de facto en 1864 había doce sacerdotes franceses de la Sociedad de las Misiones Extranjeras de París, que vivían y predicaban en Corea. Se estima que el número de cristianos conversos había subido a aproximadamente 23.000.

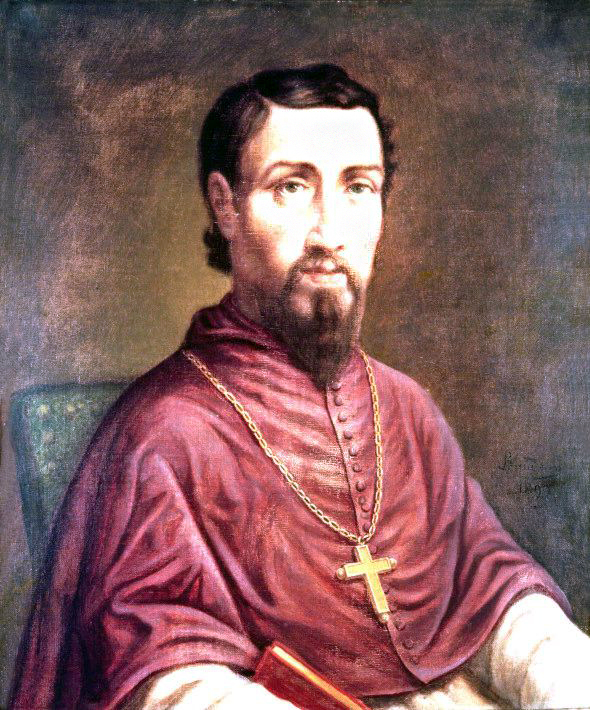
El obispo Berneux de la Sociedad de las Misiones Extranjeras de París, fue torturado y decapitado el 7 de marzo de 1866.

En enero de 1866, naves rusas aparecieron en la costa este de Corea exigiendo los derechos comerciales y de residencia en lo que parecía un eco de las demandas hechas en China, por otras potencias occidentales. Cristianos coreanos nativos, con conexiones en la corte, vieron en esto una oportunidad para avanzar en su causa y sugirió una alianza entre Francia y Corea para repeler los avances rusos, lo que sugiere, además, que dicha alianza podía ser negociada a través del obispo Berneux. El Heungseon Daewongun parecía abierto a esta idea, aunque no se sabe si se trataba de una artimaña para que la cabeza del jefe de la Iglesia católica coreana quedara a la luz pública. El obispo Berneux fue llamado a la capital, pero a su llegada en febrero de 1866, fue capturado y ejecutado. Una redada comenzó entonces para capturar a los otros sacerdotes católicos franceses y a los conversos nativos.

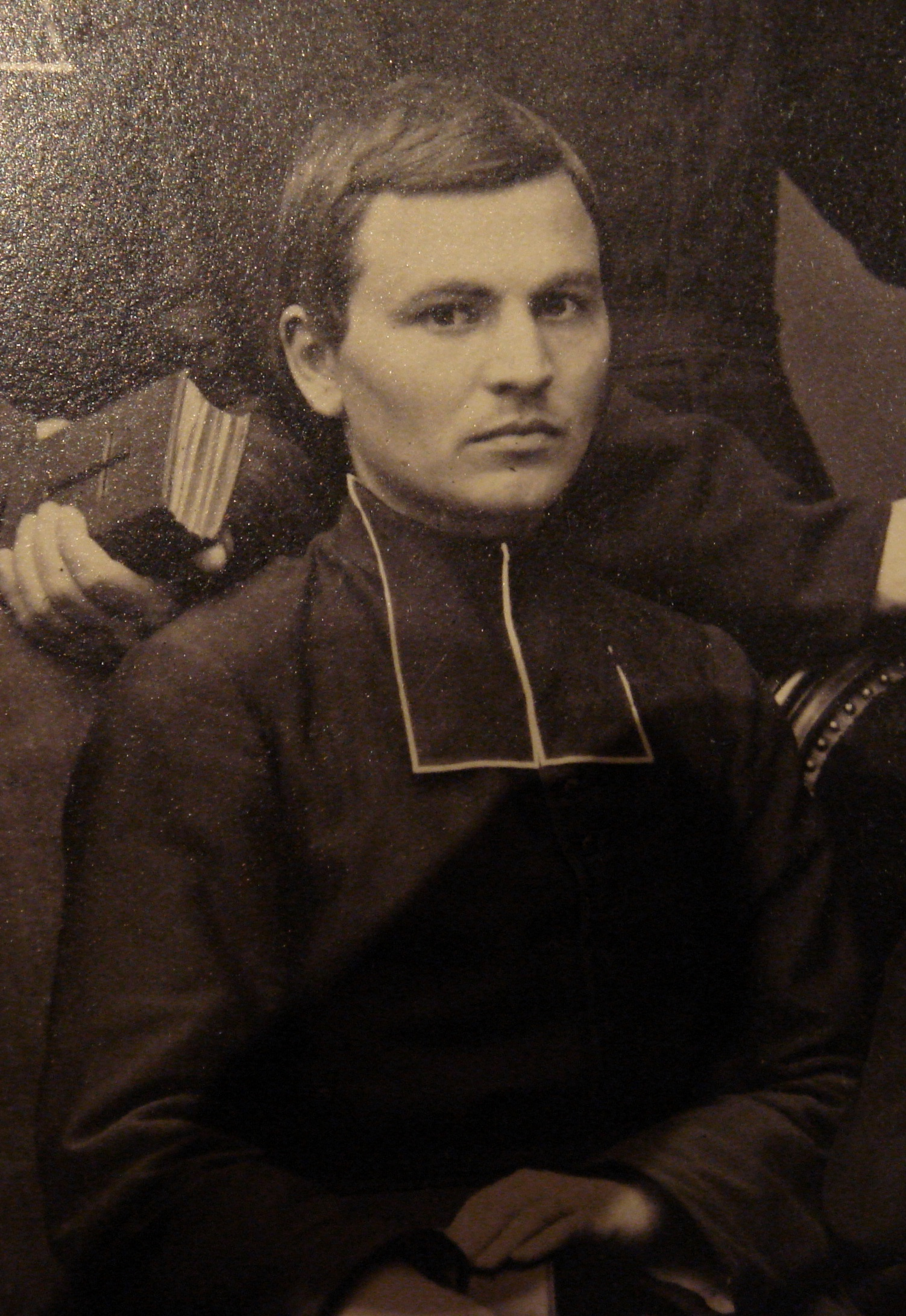
Pierre Henri Dorié de la Sociedad de las Misiones Extranjeras de París, también fue martirizado en Corea en 1866.

Como resultado de la redada de Corea, todos, excepto tres de los misioneros franceses, fueron capturados y ejecutados. Entre ellos estaban los obispos Siméon Berneux y Antoine Daveluy y los sacerdotes Just de Bretenières, Louis Beaulieu, Pierre Henri Dorié, Pierre Aumaître y Luc Martin Huin. Todos ellos, miembros de la Sociedad de Misiones Extranjeras de París y canonizados por el papa Juan Pablo II el 6 de mayo de 1984. Un número incalculable de católicos coreanos (algunas estimaciones dicen que alrededor de unos 10.000) fueron martirizados por su fe cristiana. La mayoría de ellos fueron ejecutados en un lugar llamado Jeoldu-san en Seúl, a orillas del río Han. A finales de junio de 1866 uno de los tres misioneros franceses sobrevivientes, Felix-Claire Ridel, logró escapar a través de un barco de pesca y hacer su camino a Tianjin (China). Casualmente en Tianjin, en el momento de la llegada de Ridel, estaba el comandante de la escuadrilla francesa del Lejano Oriente, el almirante Pierre-Gustave Roze.  Al enterarse de la masacre y la afrenta al honor nacional francés, Roze decidió lanzar una expedición de castigo, conocida como la Campaña francesa contra Corea.
Diez mártires de la MEP fueron canonizados por Juan Pablo II, el 6 de mayo de 1984, como parte de los 103 mártires canonizados de Corea, incluyendo a Andrés Kim Taegon, el primer sacerdote coreano, y 92 laicos. Los miembros del MEP son:
- Laurent Imbert (21 de septiembre de 1839).
- Pierre Maubant (21 de septiembre de 1839).
- Jacques Chastan (21 de septiembre de 1839).
- Siméon Berneux (8 de marzo de 1866).
- Just de Bretenières (8 de marzo de 1866).
- Louis Beaulieu (8 de marzo de 1866).
- Pierre-Henri Dorie (8 de marzo de 1866).
- Antoine Daveluy (30 de marzo de 1866).
- Pierre Aumaître (30 de marzo de 1866).
- Martin-Luc Huin (30 de marzo de 1866).

#### China

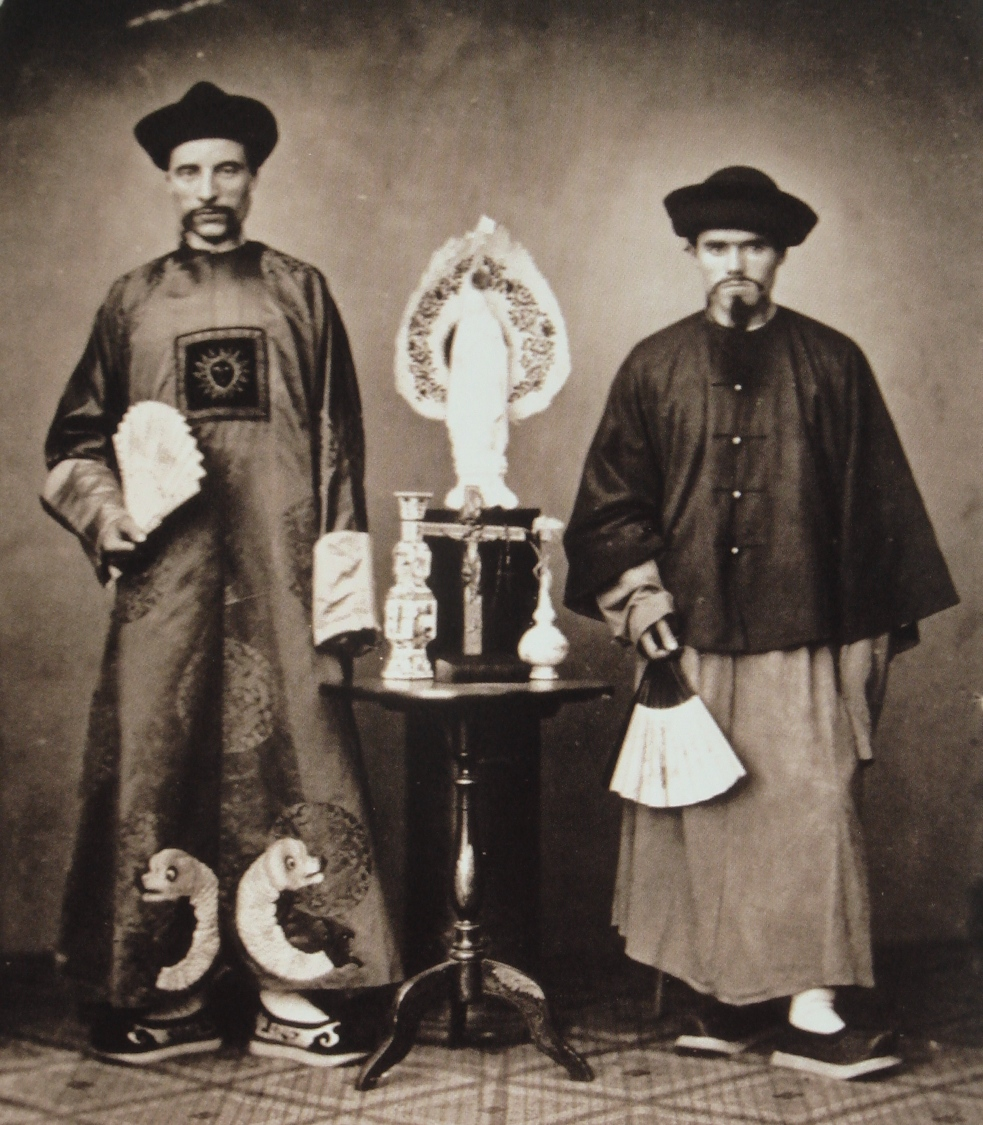
Los misioneros de la Sociedad de las Misiones Extranjeras de París en Guangdong y Guangxi en 1860. Étienne Alibert (1835–1868) y Louis Jolly (1836–1878).

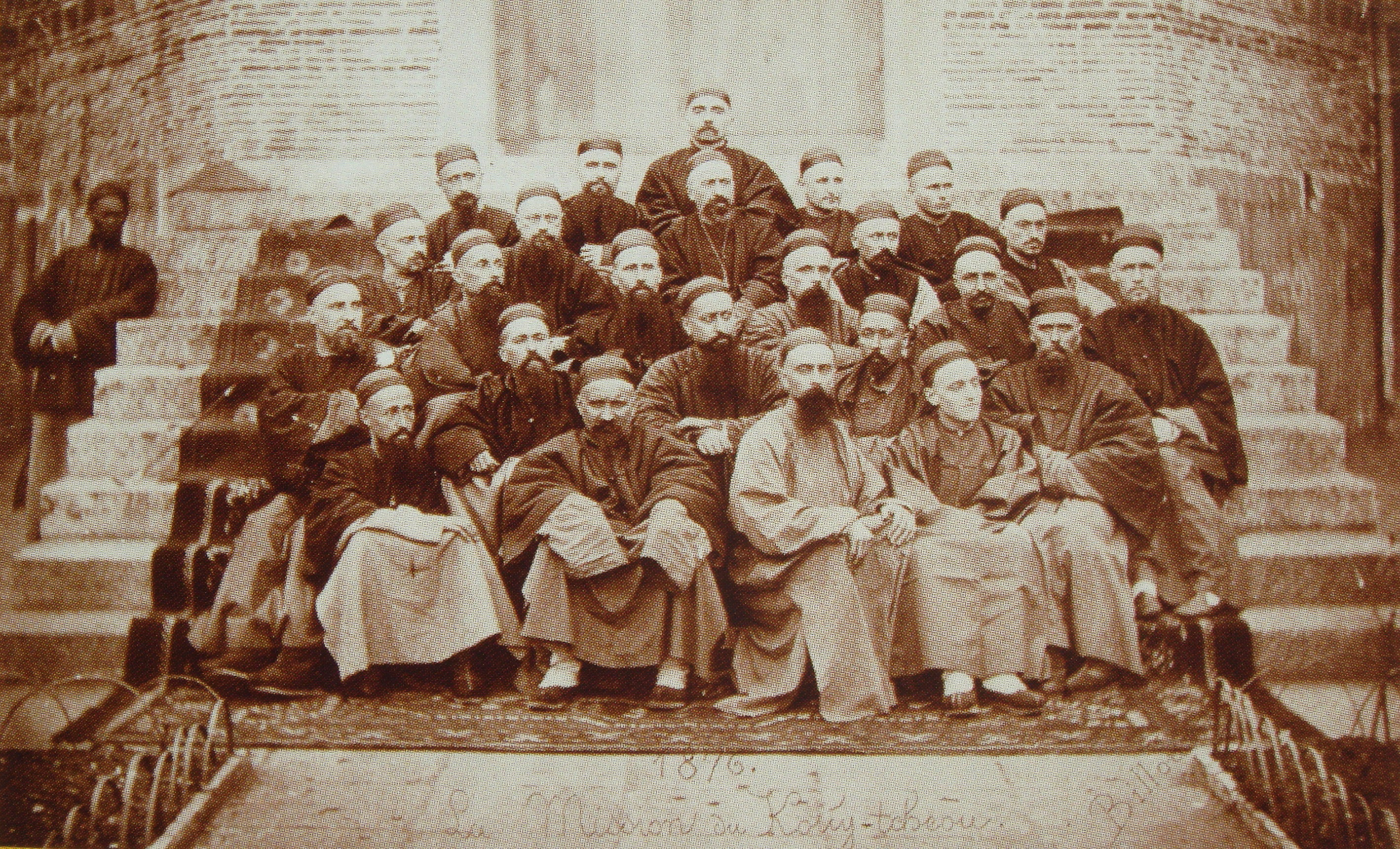
Misión en la provincia china de Guizhou, 1876.

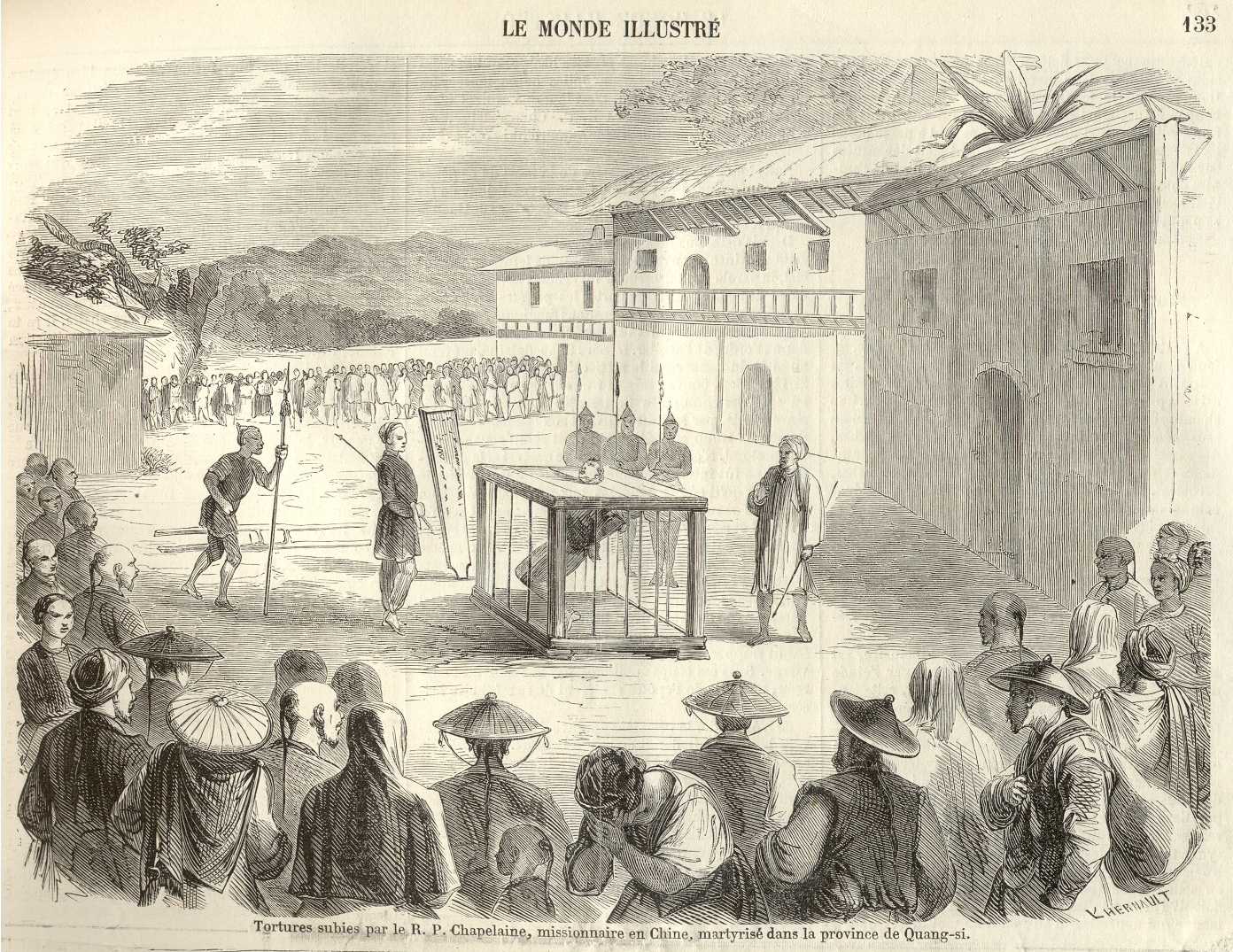
Martirio de Auguste Chapdelaine en 1856.

El misionero Auguste Chapdelaine quien predicaba clandestinamente en China, fue encarcelado, torturado y asesinado por las autoridades en 1856. Este suceso fue llamado "El Incidente del Padre Chapdelaine", que se convirtió en el pretexto para la intervención militar francesa en la segunda guerra del Opio. Tres misioneros del MEP fueron canonizados por el papa Juan Pablo II el 1 de octubre de 2000, como parte de los 120 mártires de China, incluyendo 9 franciscanos, 6 dominicos, 7 hermanas misioneras franciscanas de la Virgen María, un lazarista, un sacerdote italiano de la Sociedad de las Misiones Extranjeras de Milán, 4 sacerdotes y 83 laicos chinos. Los misioneros del MEP canonizados fueron:
- Gabriel-Taurin Dufresse, vicario apostólico de Se-Chuan, Sichuan, China manchú (1815).
- Auguste Chapdelaine, martirizado en Guangxi, China manchú (29 de febrero de 1856).
- Jean-Pierre Néel, martirizado en Guizhou, China manchú (1862).

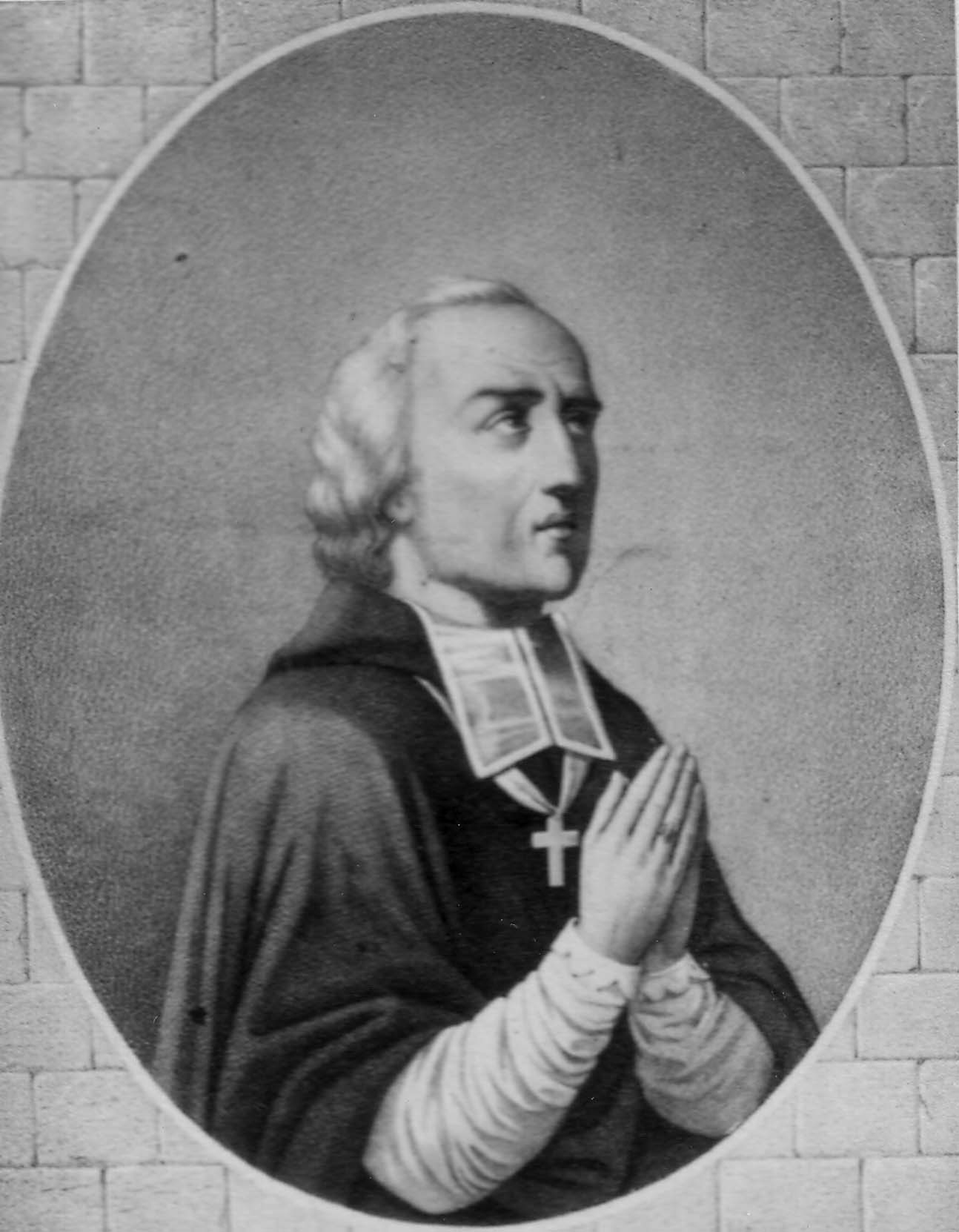
San Gabriel-Taurin Dufresse, martirizado en Chengdu (Sichuan) en 1815.
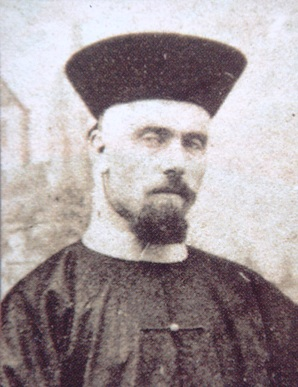
Pierre Dumont, murió huyendo de una sublevación musulmana de Yunnan en 1856.
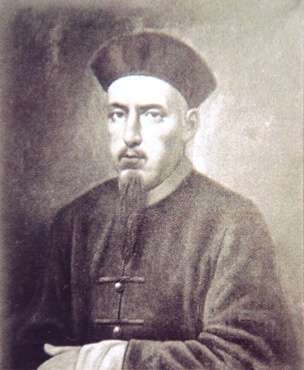
San Auguste Chapdelaine, martirizado en Guangxi en 1856.
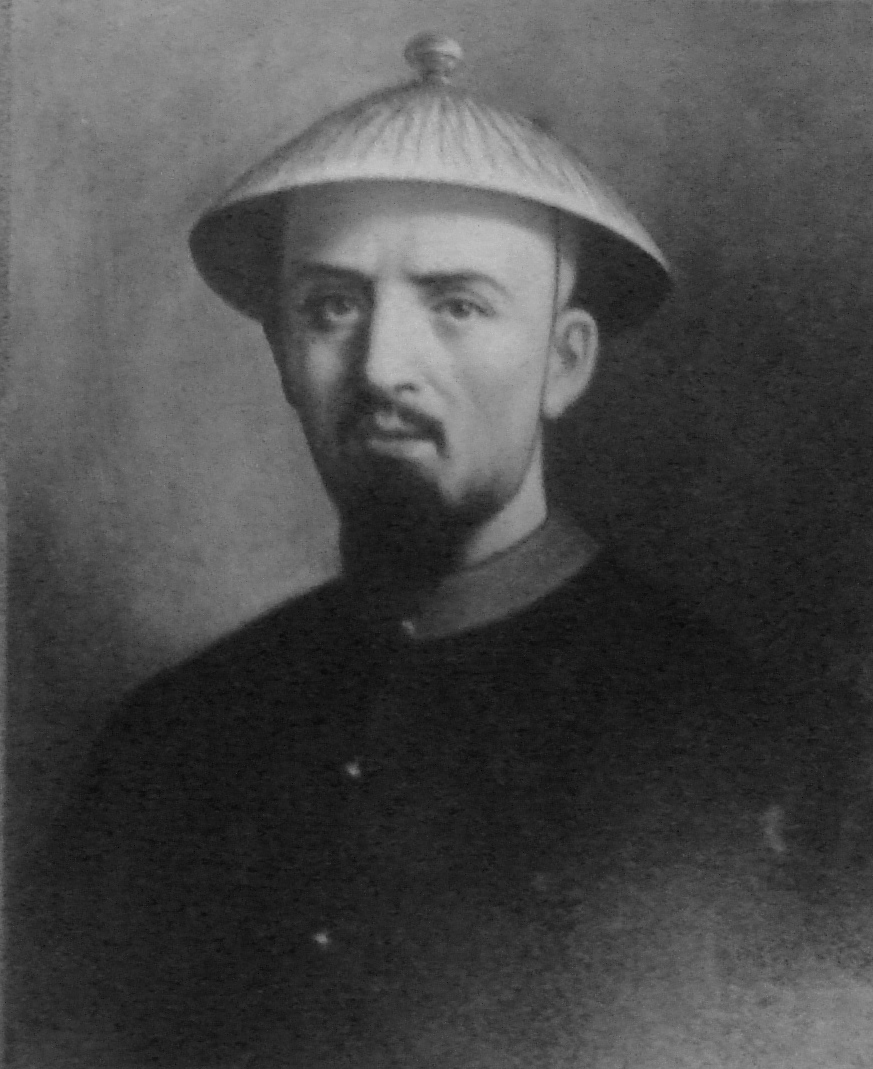
San Jean-Pierre Néel, martirizado en Guizhou en 1862.

Zonas misionales

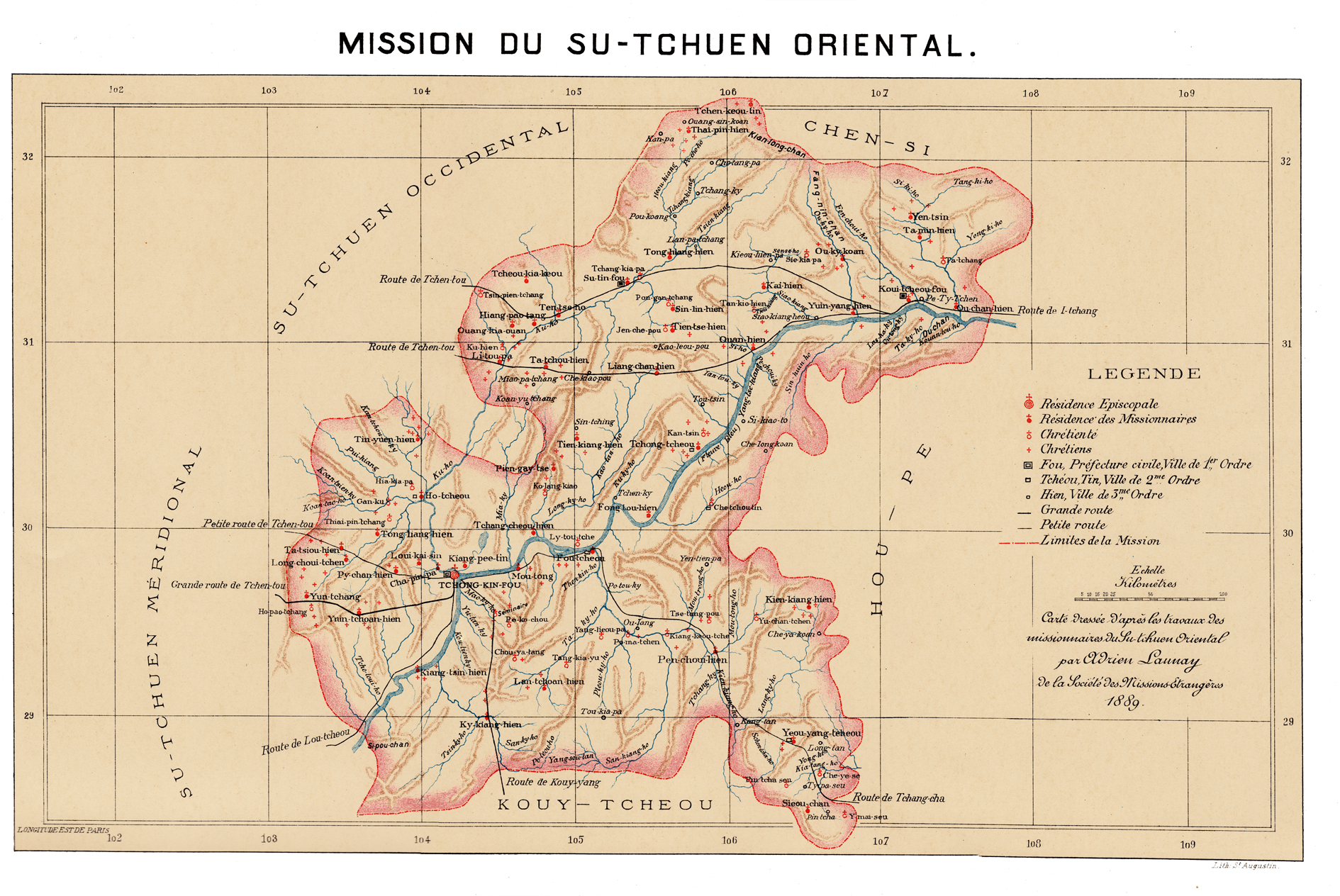
Misión de Se-Chuan Oriental
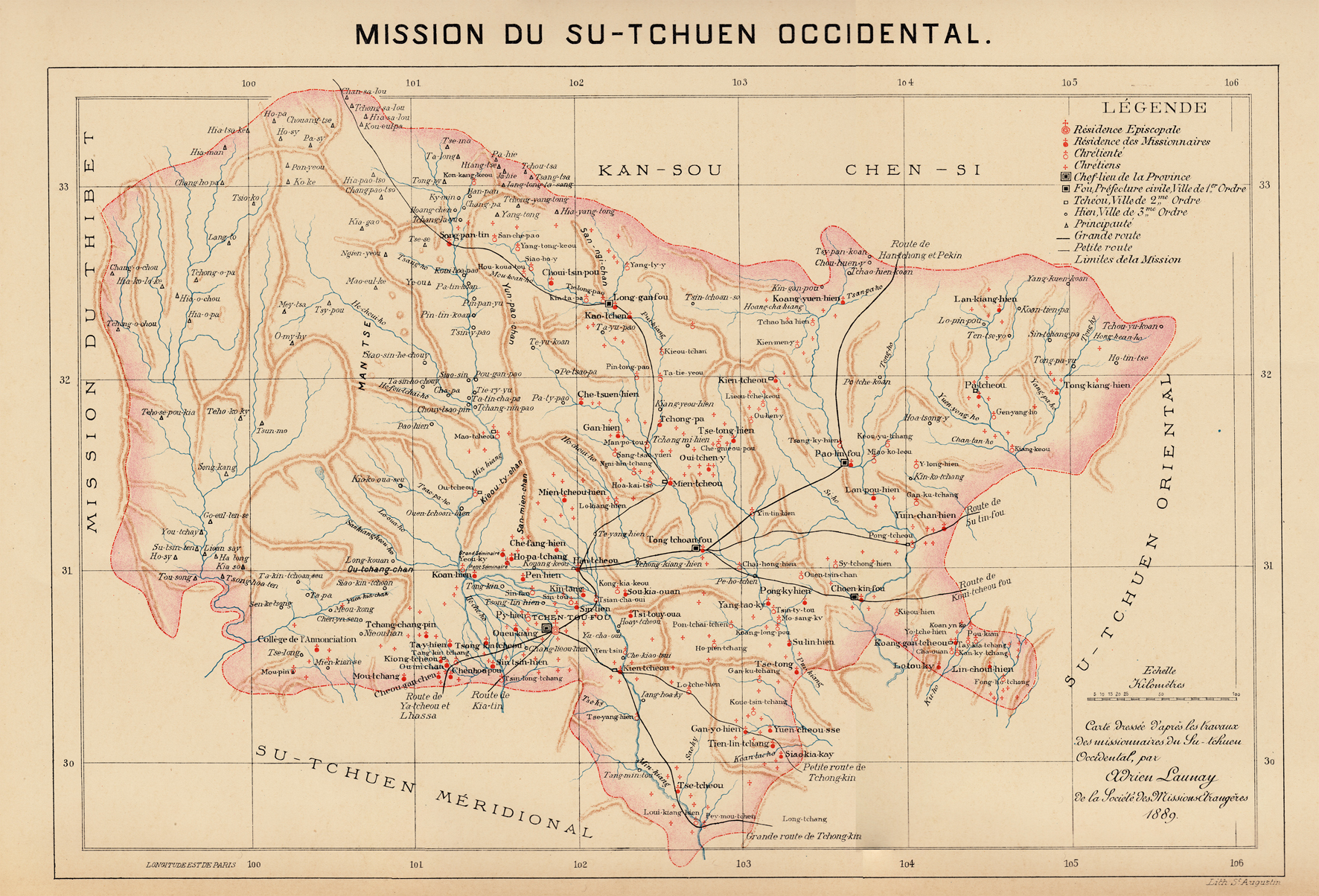
Misión de Se-Chuan Occidental
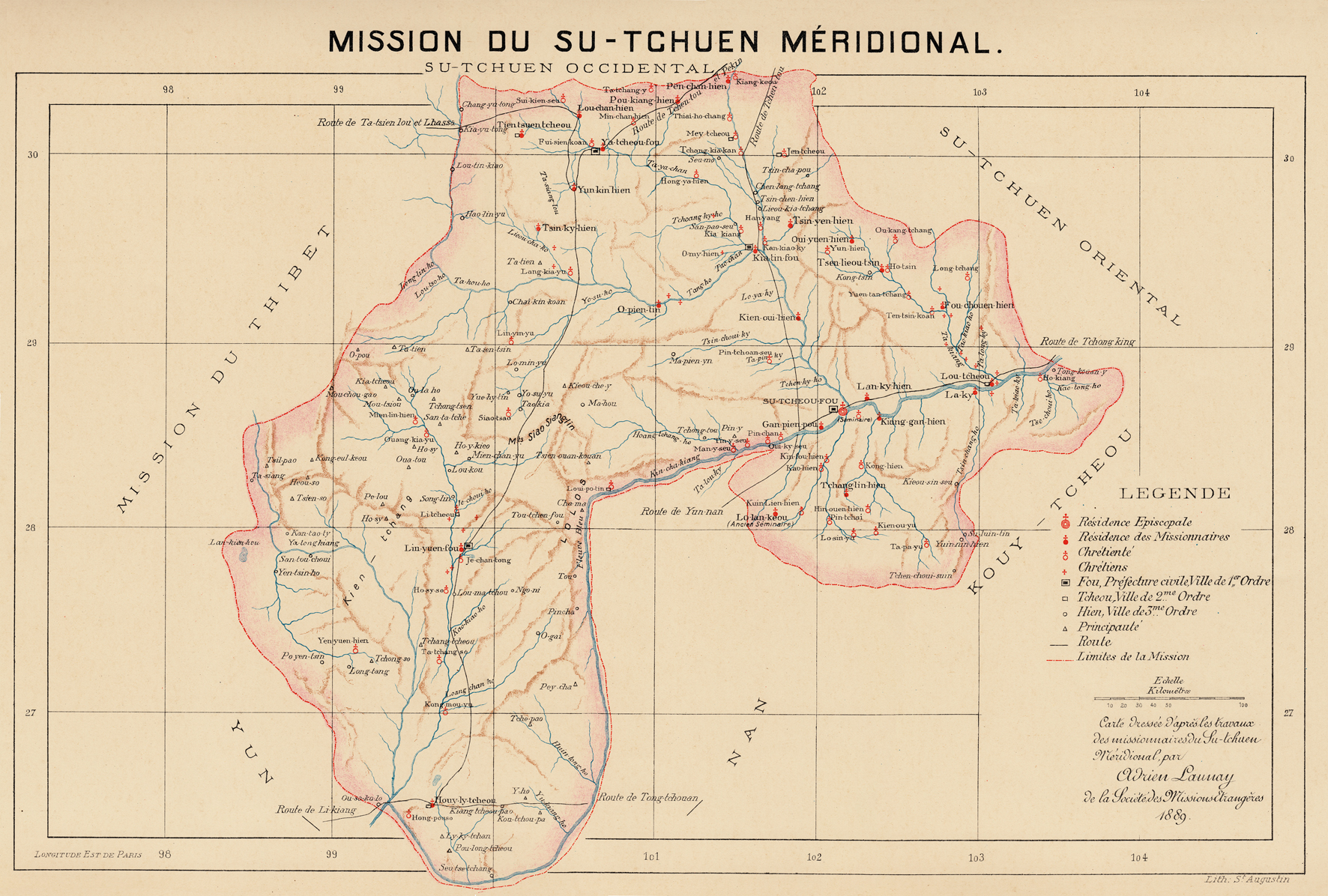
Misión de Se-Chuan Meridional
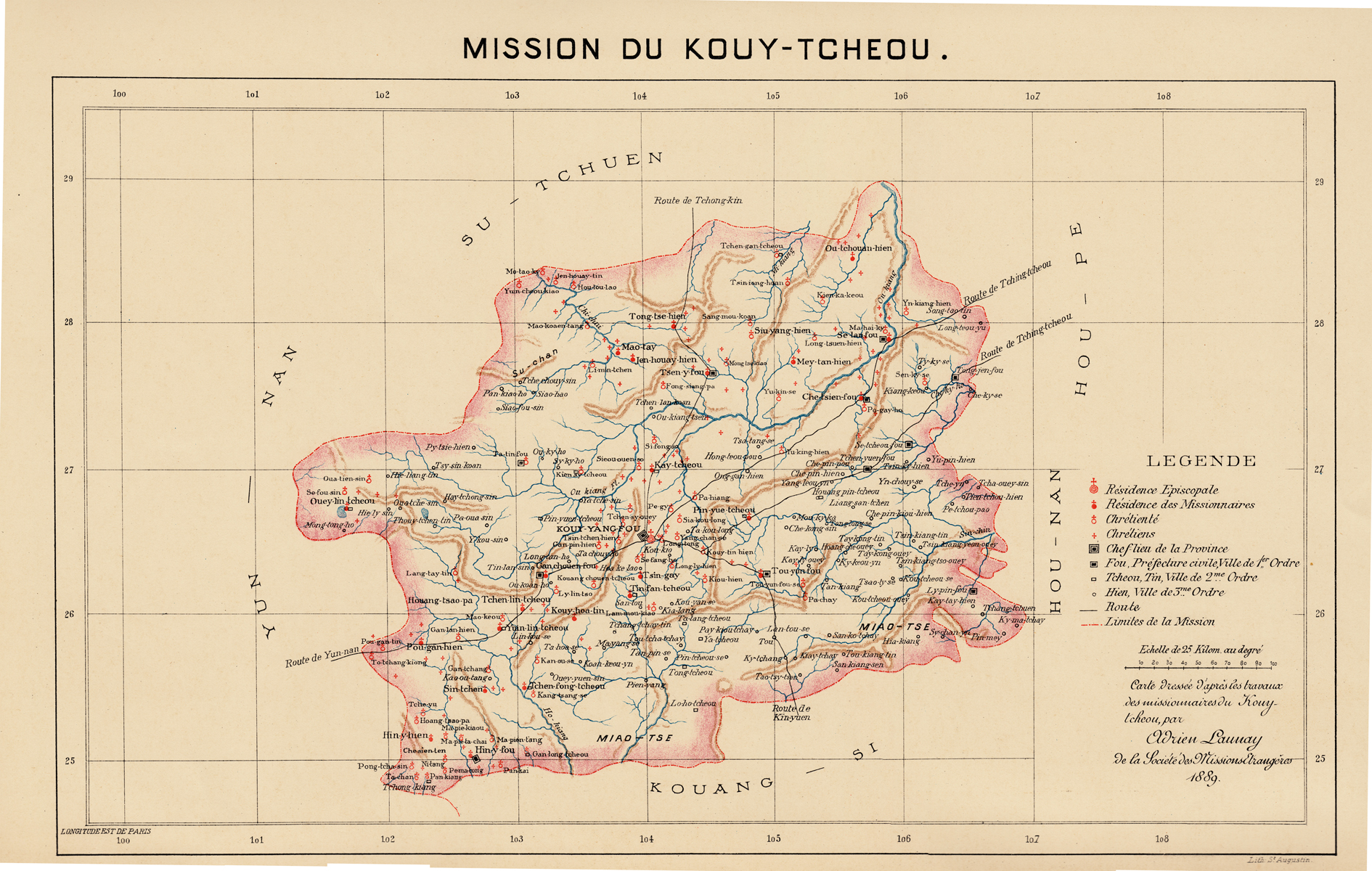
Misión de Kui-chou
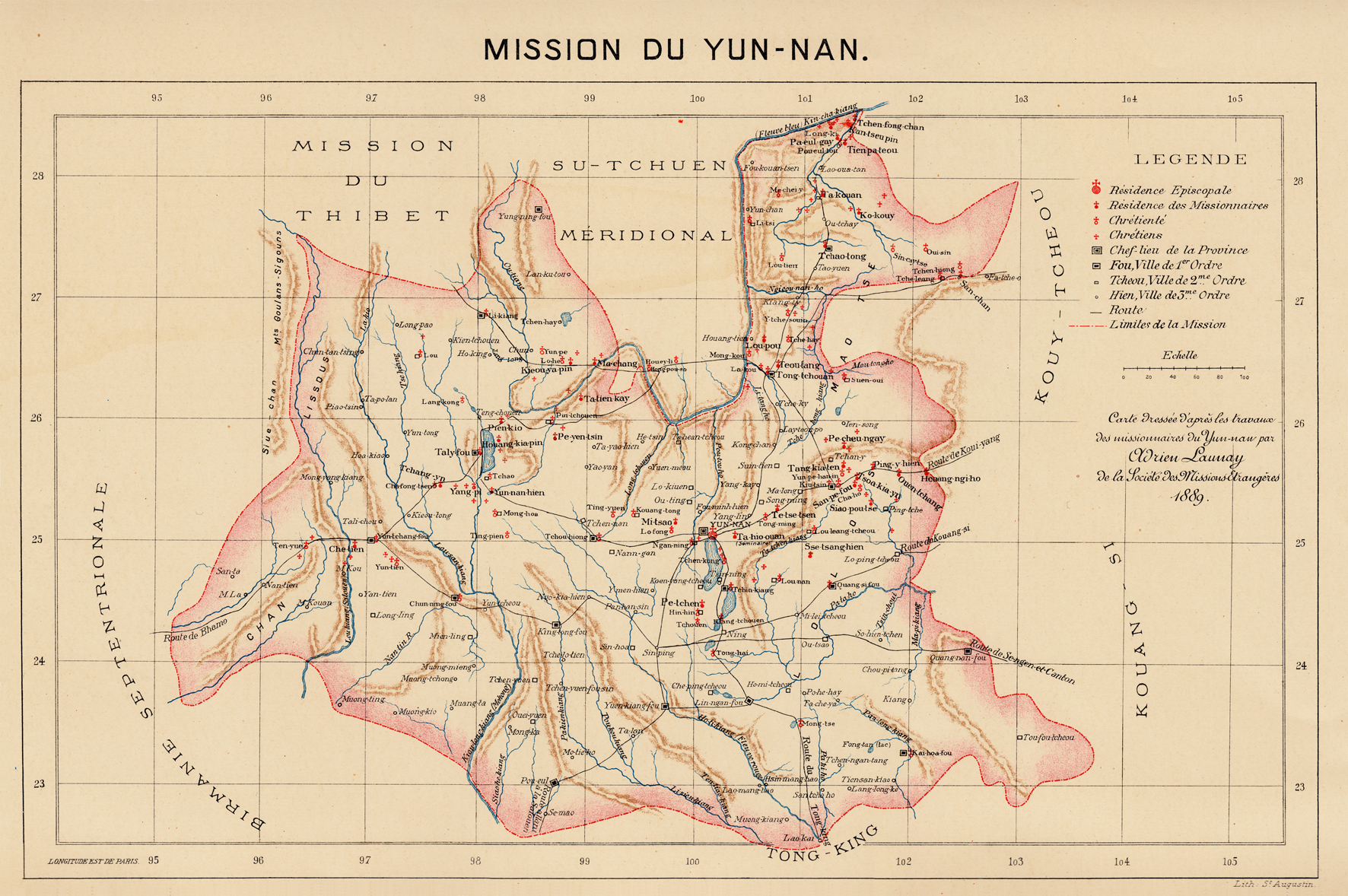
Misión de Yun-nan
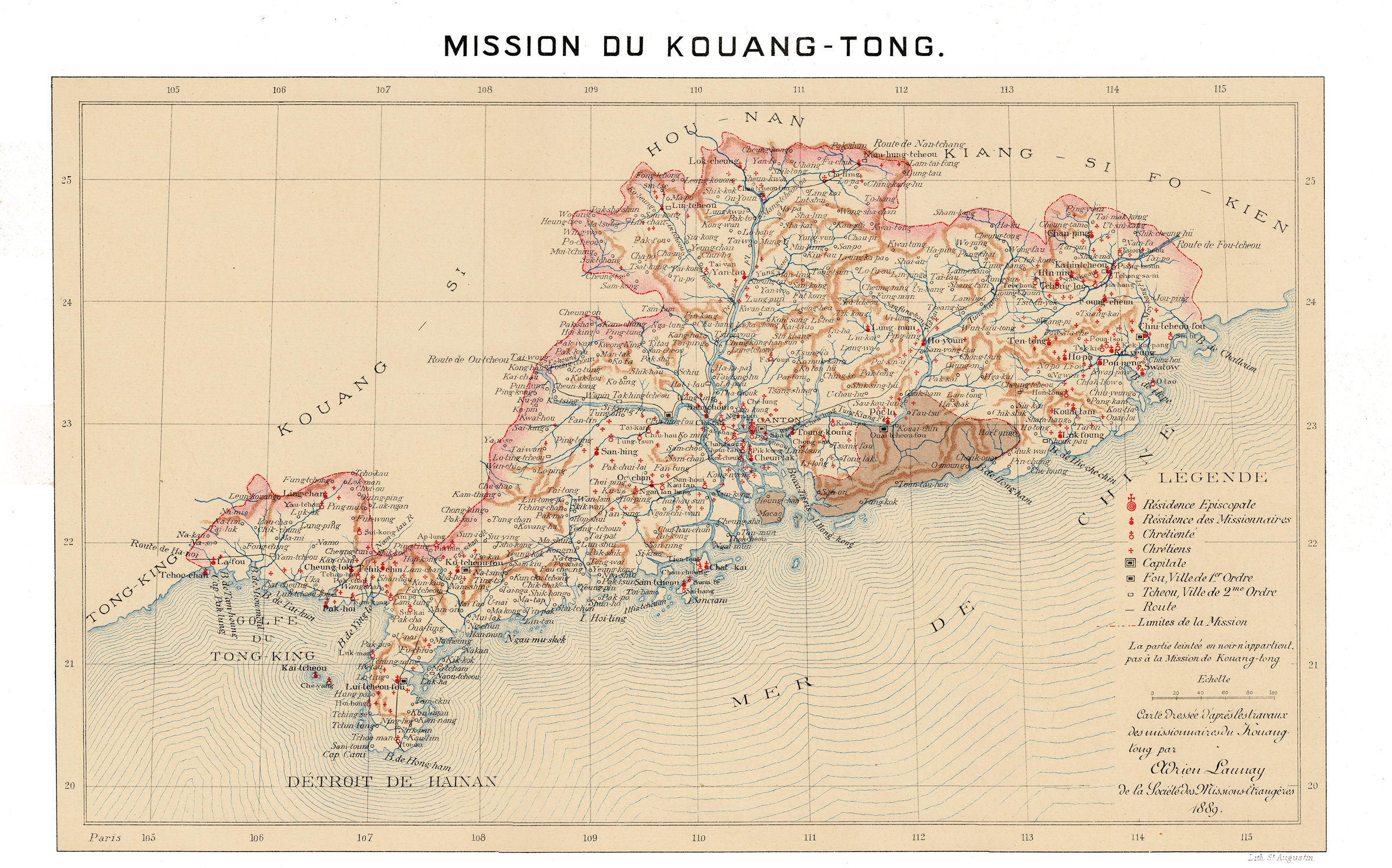
Misión de Cantón
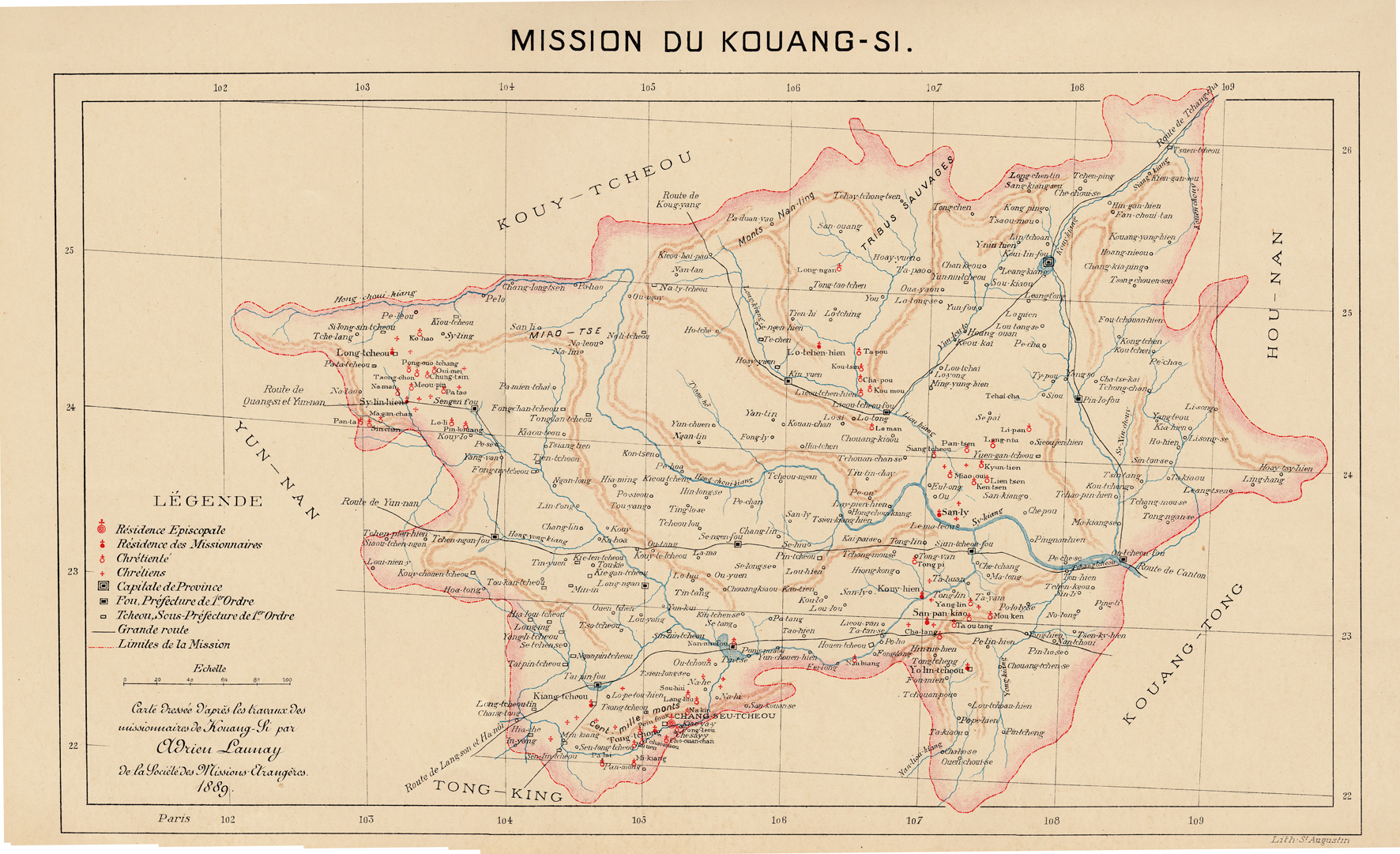
Misión de Kuang-si
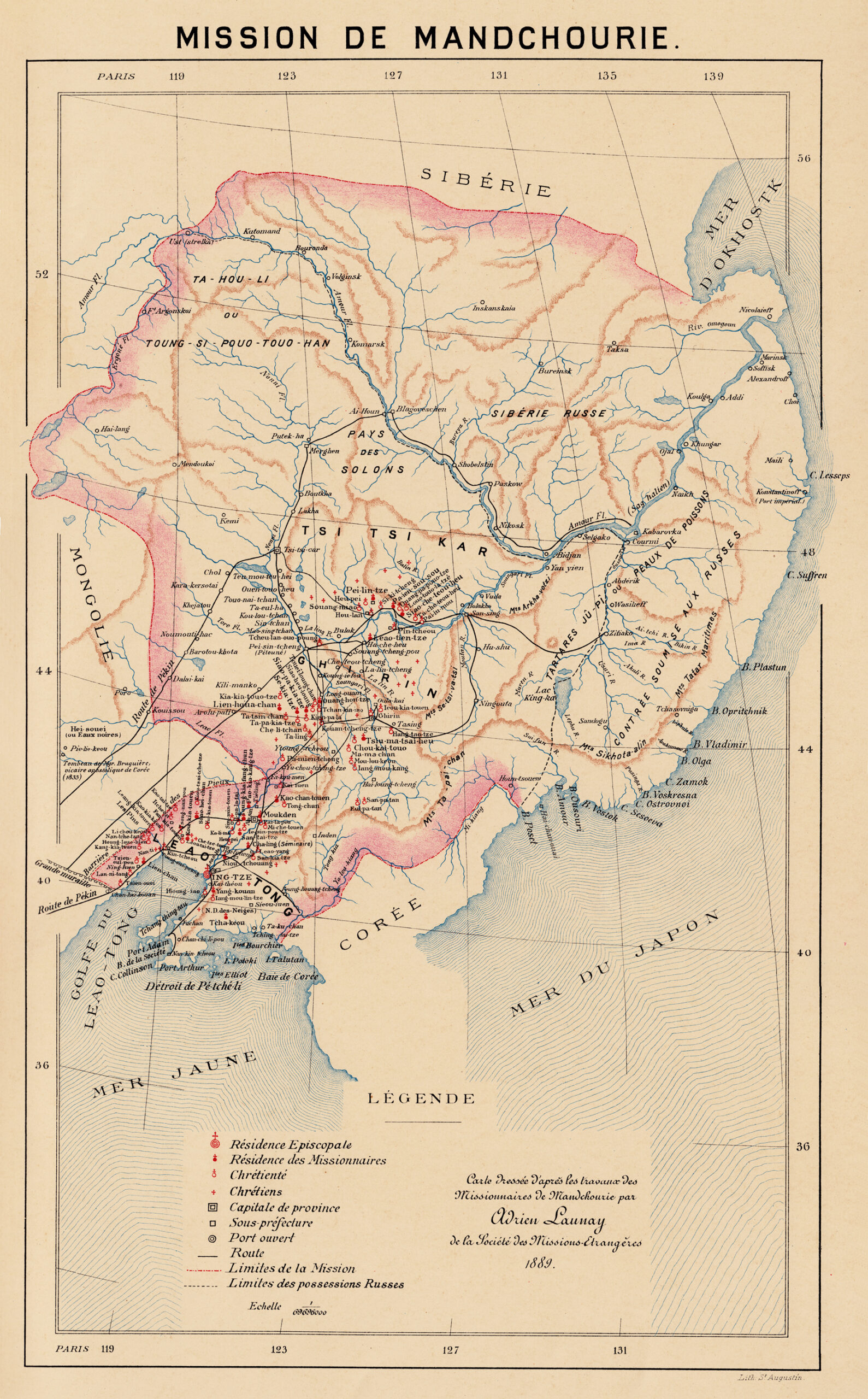
Misión de Manchuria
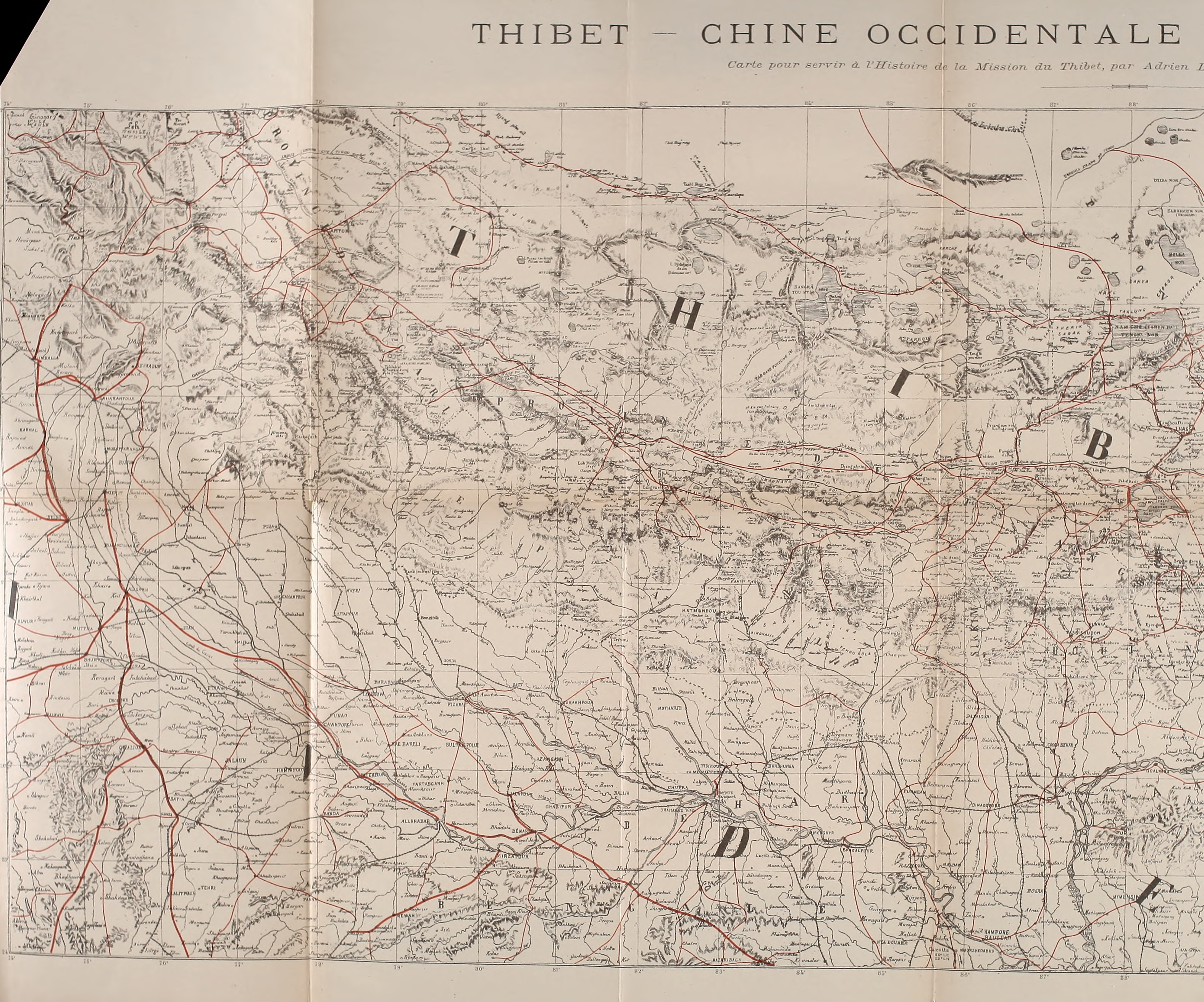
Misión del Tíbet (parte I)
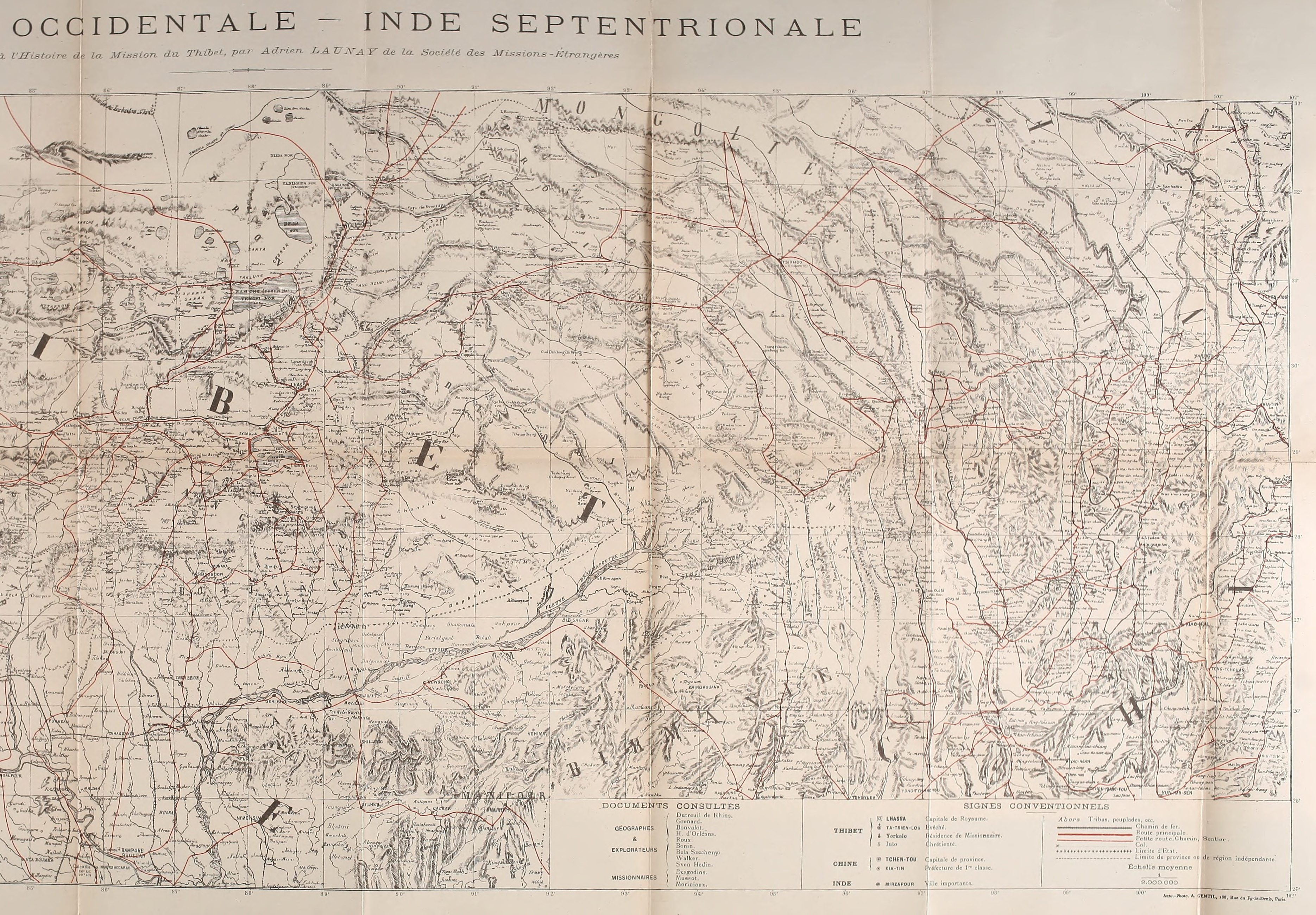
Misión del Tíbet (parte II)

#### Japón

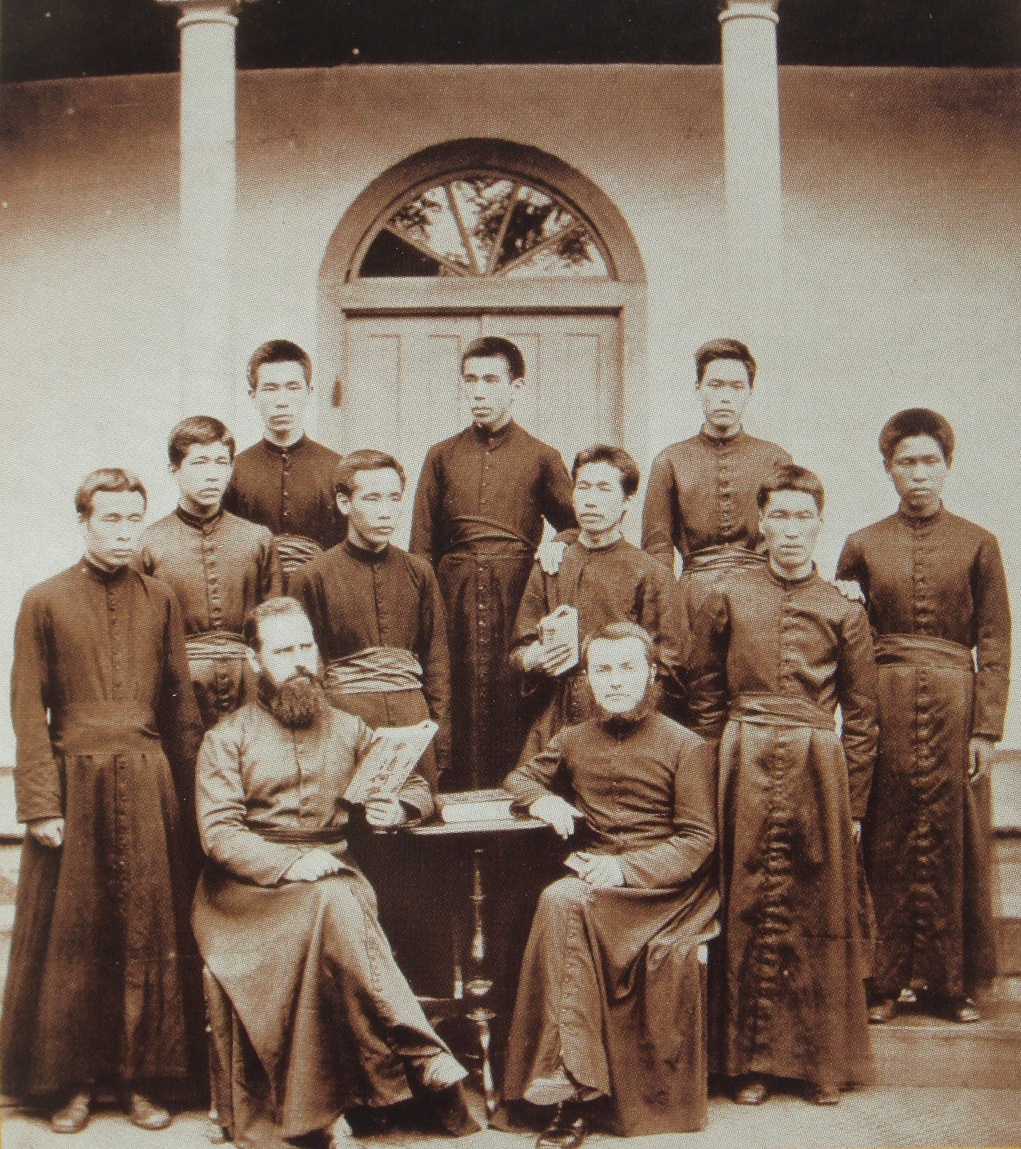
Sacerdotes y seminaristas del MEP en el sur de Japón en 1881.

Después del Kirishitan (alrededor de 1620), se dio a partir de entonces casi dos siglos de aislamiento del Japón. Se establecieron diversos contactos desde la mitad del siglo XIX con Francia que estaba tratando de ampliar su influencia en Asia. Después de la firma del Tratado de Nankín por el Reino Unido en 1842, Francia y Estados Unidos trataron de aumentar sus esfuerzos en Oriente.
Los primeros intentos de reanudar los contactos se produjeron con el Reino de Ryūkyū (actual Okinawa), un vasallo del feudo japonés de Satsuma desde 1609. En 1844, una expedición naval francesa, al mando del capitán Fornier-Duplan, a bordo de la "Alcmena", visitó Okinawa el 28 de abril de 1844. El comercio fue negado, pero el misionero Forcade, del MEP, se quedó ahí con un traductor chino, llamado Auguste Ko. Forcade y Ko permanecieron en el templo de Amiku, ciudad de Tomari), bajo estricta vigilancia, sólo eran capaces de aprender el idioma japonés de los monjes. Después de un periodo de un año, el 1 de mayo de 1846, el buque francés "La Sabina", comandado por Guérin, llegó pronto, seguido por "La Victoriosa", comandado por Rigault de Genouilly, y "Cleopatra", comandado por Cécille. Ellos llegaron con la noticia de que el papa Gregorio XVI había nombrado a Forcade obispo de Samos y vicario apostólico de Japón. Cécille ofreció la protección del reino Francés contra el expansionismo británico y consiguió que dos misioneros pudieran quedarse.

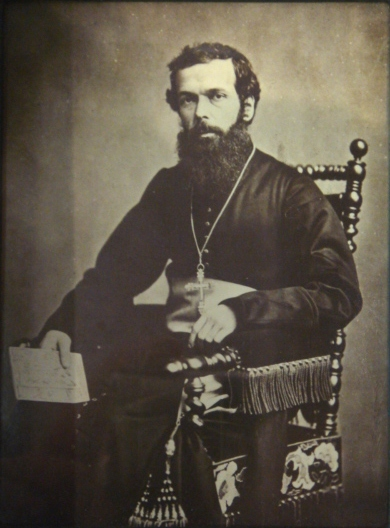
El obispo Petitjean, misionero de París, fue el primer vicario apostólico efectivo de Japón.

Forcade y Ko fueron recogidos para ser utilizados como traductores en Japón, y el sacerdote misionero Leturdu se quedó en Tomari.  A ellos, pronto se unió otro sacerdote, Mathieu Adnet. El 24 de julio de 1846, el almirante Cécille llegó a Nagasaki, pero fracasó en sus negociaciones y se le negó el desembarco. El obispo Forcade nunca puso un pie en la isla principal de Japón. El tribunal de Ryūkyū en Naha se quejó a principios de 1847 sobre la presencia de los misioneros franceses, que tuvieron que ser retirados en 1848.
Francia no tendría más contactos con Okinawa por los siguientes siete años, hasta que llegaron las noticias de que el Comodoro Perry había conseguido un acuerdo con las islas el 11 de julio de 1854. Francia envió una embajada con el contraalmirante Cécille a bordo de La Virginia con el fin de obtener ventajas similares. Un convenio se firmó el 24 de noviembre de 1855.
Como los contactos entre Francia y Japón se desarrollaron durante el periodo Bakumatsu (en el aspecto militar es el periodo de la Primera misión militar francesa en Japón), este se transformó en un único Vicariato apostólico desde 1866 hasta 1876. El vicariato fue administrado por el obispo Petitjean, de la Sociedad de las Misiones Exteriores de París (1866-1884).

### SigloXX
La siguiente tabla muestra el estado de las misiones durante el siglo XX:
| Misiones a Japón y Corea | Misiones a la China y al Tíbet | Misiones al este de Indochina | Misiones al oeste de Indochina | Misiones a la India |
| --- | --- | --- | --- | --- |
| Tokio Nagasaki Osaka Hakodate Corea | Oeste de Sichuan Este de Sichuan Sur de Sichuan Yunnan Guizhou Guangdong Guangxi Sur de Manchuria Norte de Manchuria | Tonkín Cochinchina Camboya | Siam Malaca Laos Sur de Birmania Norte de Birmania | Puducherry Mysore Coimbatore Kumbakonam |
| Número total de: Católicos: 138.624 Iglesias o capillas: 238 Obispos y misioneros: 166 Sacerdotes nativos: 48 Catequistas: 517 Seminarios: 4 Seminaristas: 81 Comunidades de hombres y mujeres: 44 (con 390 personas) Escuelas: 161 (con 9.024 alumnos) Orfanatos y salas de trabajo: 38 (con 988 niños) Farmacias, dispensarios y hospitales: 19 | Número total de: Católicos: 272.792 Iglesias o capillas: 1.392 Obispos y misioneros: 408 Sacerdotes nativos: 191 Catequistas: 998 Seminarios: 19 Seminaristas: 661 Comunidades de hombres y mujeres: 23 (con 222 miembros) Escuelas: 1.879 (con 31.971 alumnos) Orfanatos y salas de trabajo: 132 (con 4.134 niños) Farmacias, dispensarios y hospitales: 364 | Número total de: Católicos: 632.830 Iglesias o capillas: 2.609 Obispos y misioneros: 365 Sacerdotes nativos: 491 Catequistas: 1.153 Seminarios: 14 Seminaristas: 1.271 Comunidades de hombres y mujeres: 91 (con 2.538 personas) Escuelas: 1.859 (con 58.434 alumnos) Orfanatos y salas de trabajo: 106 (con 7.217 niños) Farmacias, dispensarios y hospitales: 107 | Número total de: Católicos: 132.226 Iglesias o capillas: 451 Obispos y misioneros: 199 Sacerdotes nativos: 42 Catequistas: 242 Seminarios: 3 Seminaristas: 81 Comunidades de hombres y mujeres: 47 (con 529 miembros) Escuelas: 320 (con 21.306 alumnos) Orfanatos y salas de trabajo: 132 (con 3.757 niños) Farmacias, dispensarios y hospitales: 86 | Número total de: Católicos: 324.050 Iglesias o capillas: 1.048 Obispos y misioneros: 207 Sacerdotes nativos: 67 Catequistas: 274 Seminarios: 4 Seminaristas: 80 Comunidades de hombres y mujeres: 54 (con 787 miembros) Escuelas: 315 (con 18.693 alumnos) Orfanatos y salas de trabajo: 57 (con 2.046 niños) Farmacias, dispensarios y hospitales: 41 |

Un sanatorio para misioneros enfermos se estableció en Béthanie (Hong Kong); otro en la India entre las montañas Nilgiri, y un tercero en Francia. En Hong Kong había también una casa de retiro espiritual y una imprenta (Nazaret), que publicó las obras de arte del Lejano Oriente - diccionarios, gramáticas, libros de teología, la piedad, la doctrina cristiana y la pedagogía. Se establecieron casas de correspondencia, o agencias, en el Lejano Oriente, en Shanghái, Hong Kong, Saigón, Singapur, y una en Marsella, Francia.

### Exhibiciones

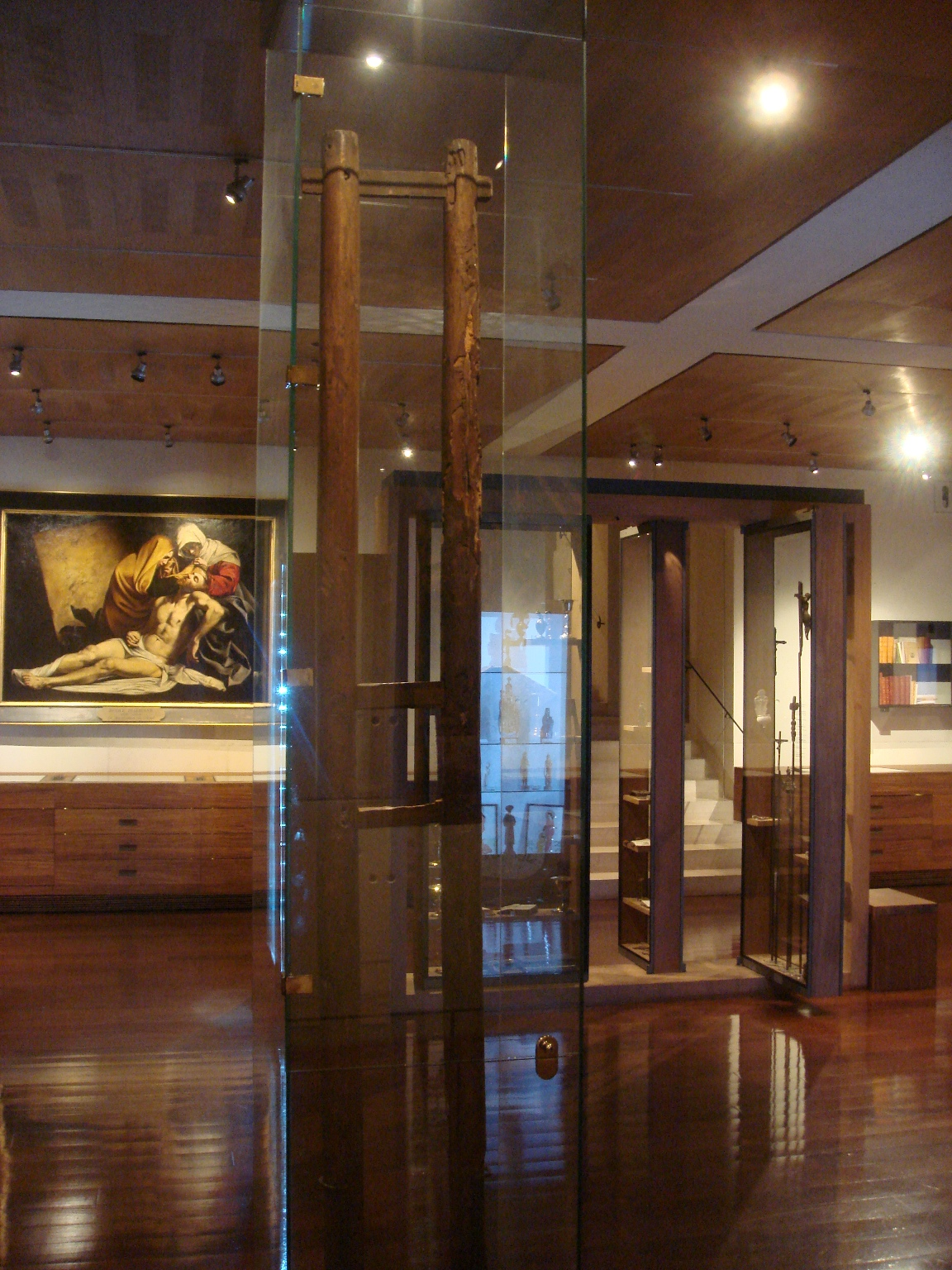
Salle des Martyrs. Cepo que fue usado por Pierre Borie en cautiverio.

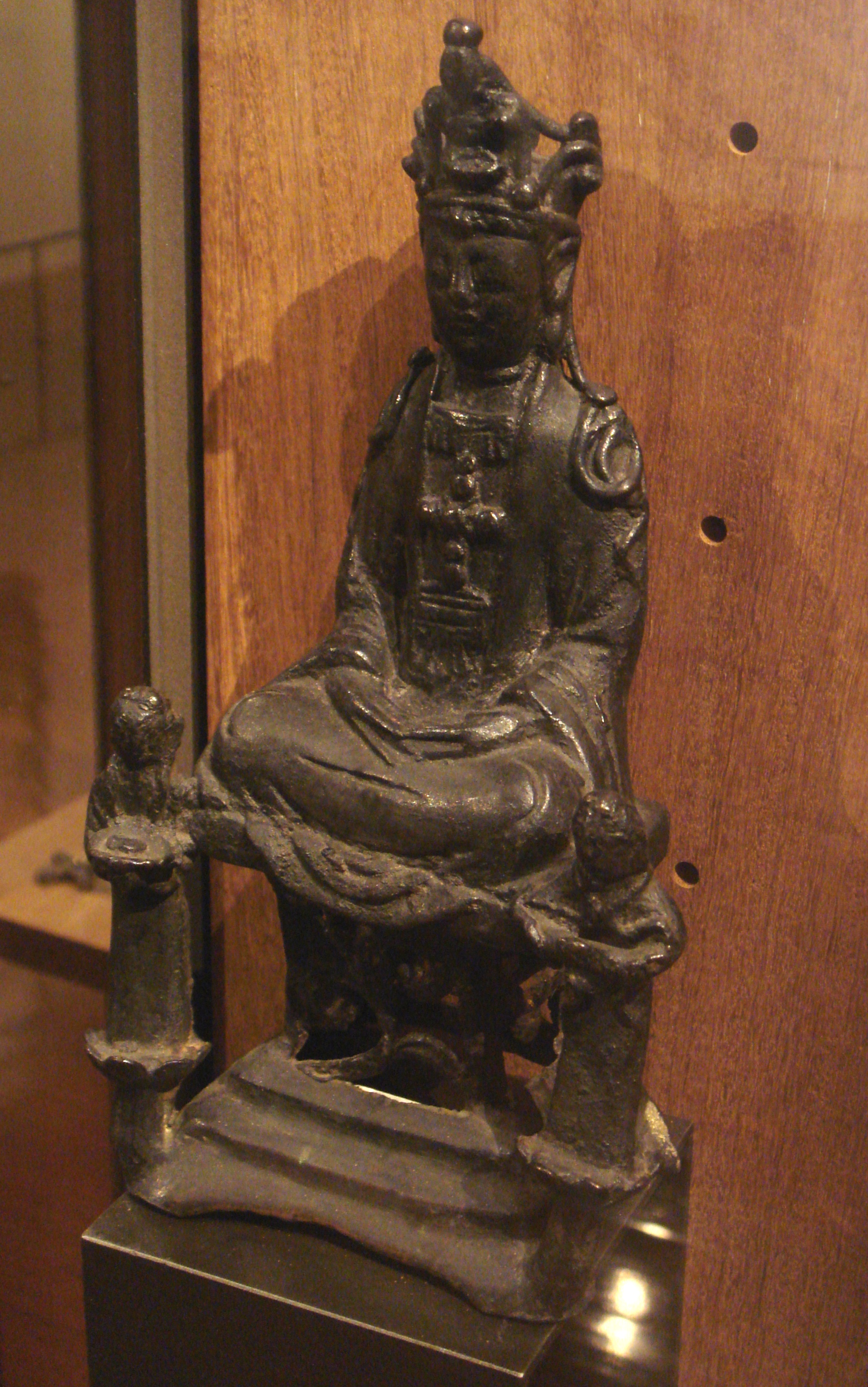
La Virgen María vestida de Kannon, culto del Kirishitan en el Japón del. Sala de los Mártires, Sociedad de las Misiones Extranjeras de París.

La cripta de la Sociedad de las Misiones Extranjeras de París ubicada Rue du Bac alberga una exposición permanente llamada Salle des Martyrs (Sala de los Mártires). Numerosos artefactos están en exhibición, se mantienen sobre todo, reliquias de mártires y miembros de las misiones, las representaciones de varios misioneros que soportaron el martirio durante la historia de las misiones y los objetos relacionados con la fe católica de los distintos países de Asia. También están disponibles los archivos históricos y material gráfico están disponibles.

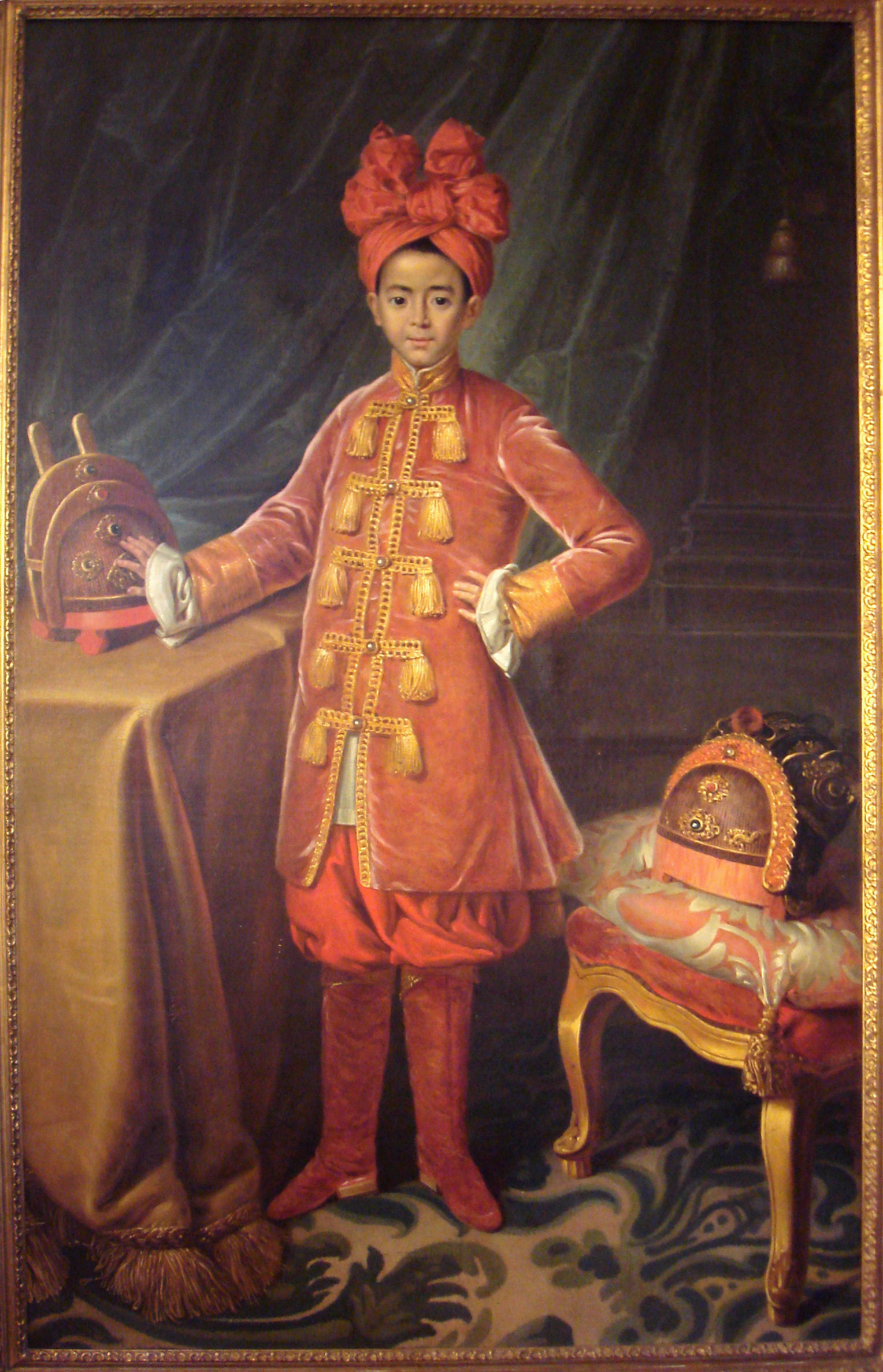
Retrato del príncipe vietnamita heredero Nguyen Phuc Canh.
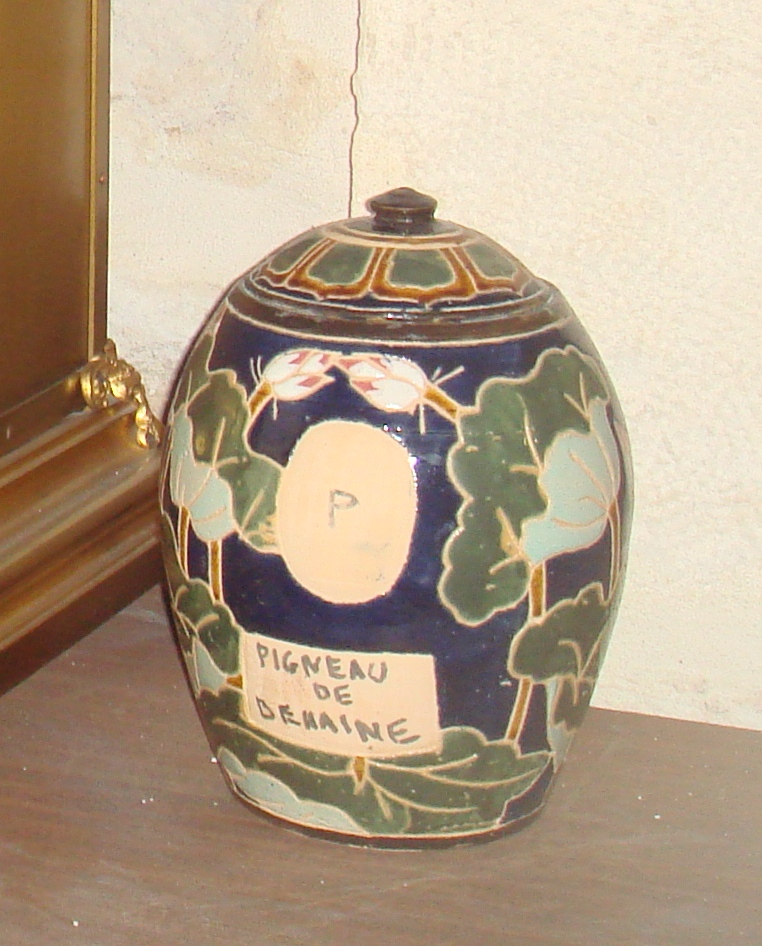
Cenizas de Pigneau de Behaine.
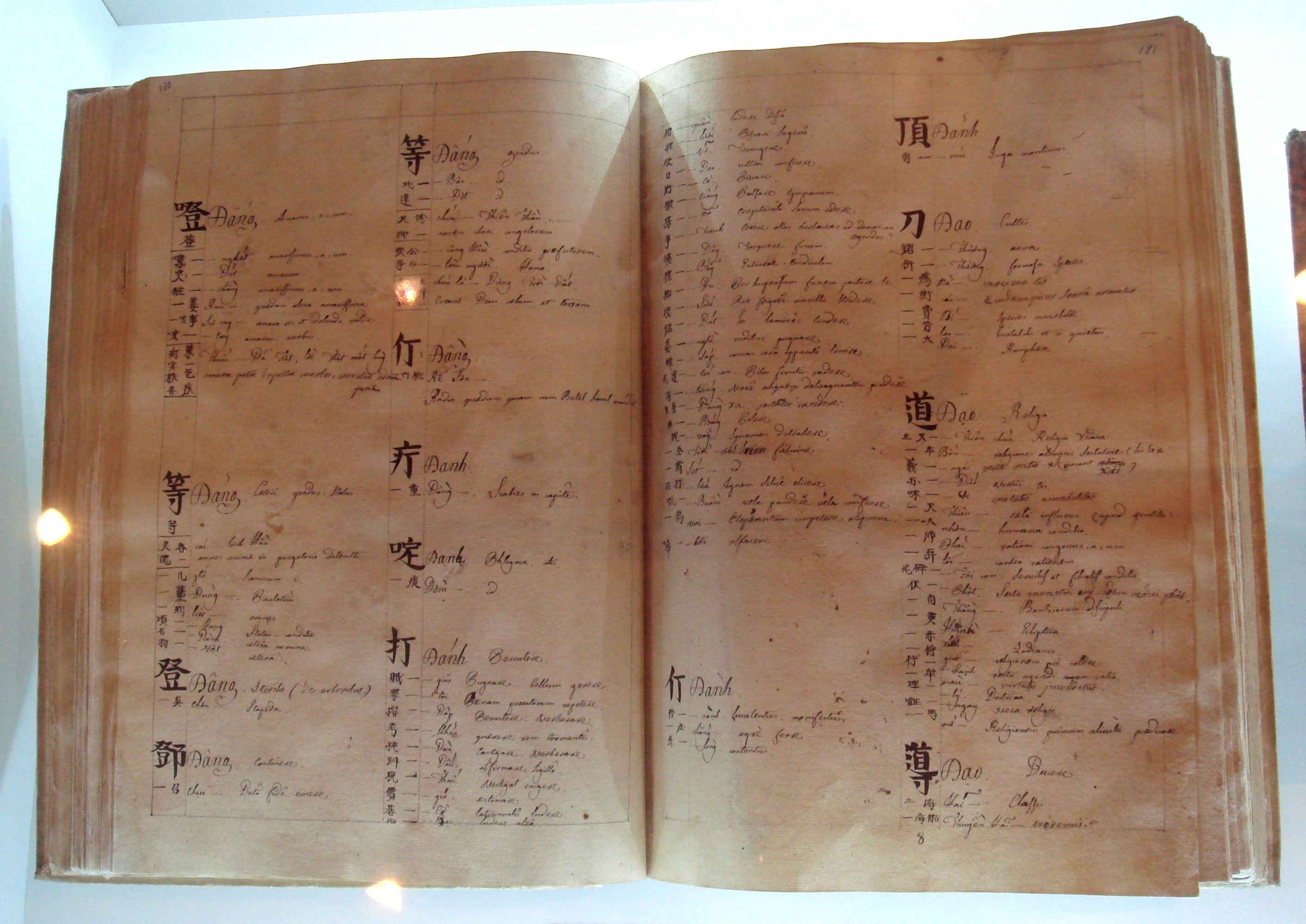
Dictionarium Anamitico-Latinum de Pigneau de 1772.

### El Parque

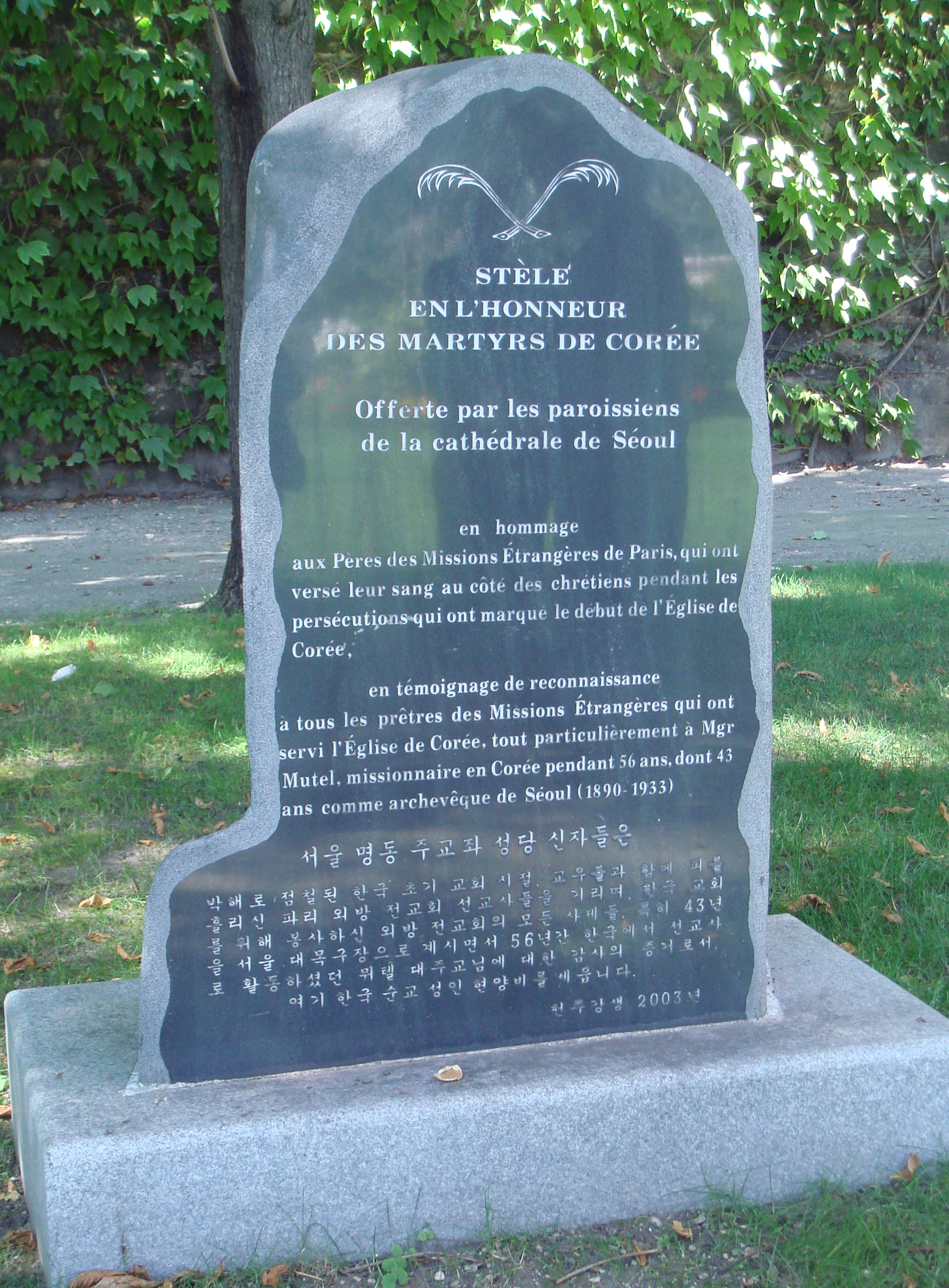
Estela de los miembros de la Sociedad de Misiones Extranjeras de París que fueron martirizados en Corea.

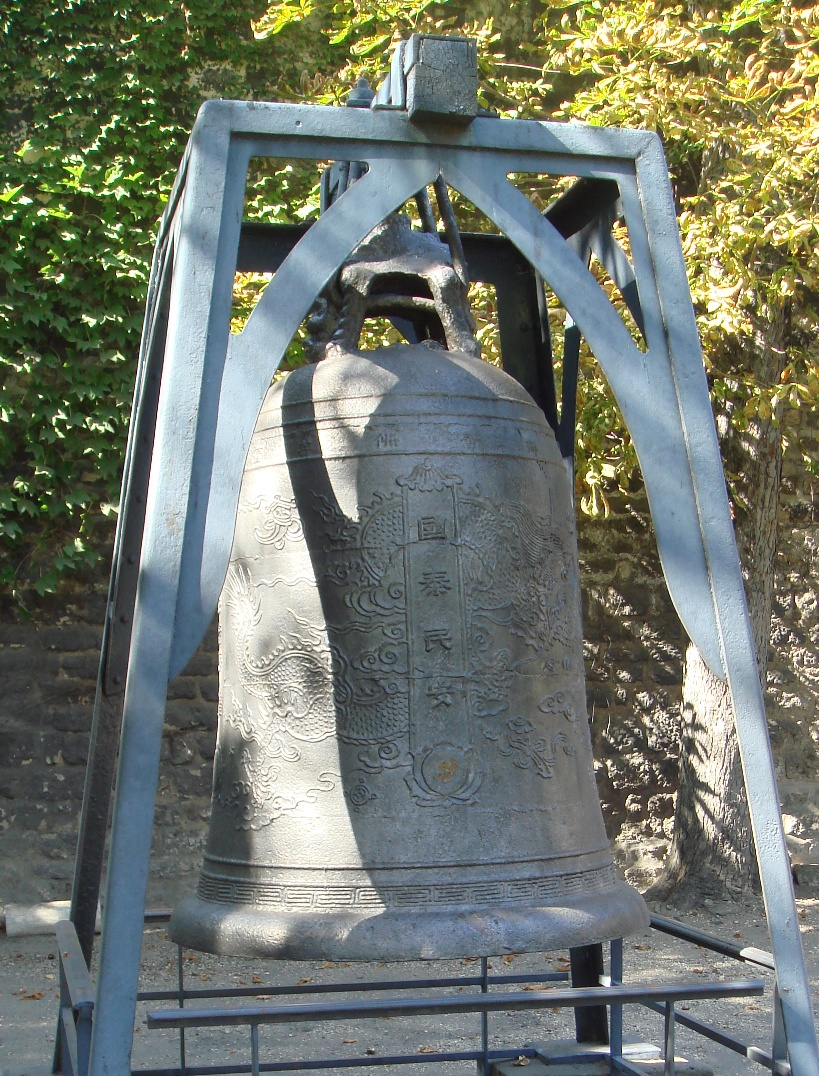
Alarma china traída de Cantón por Rigault de Genouilly, ahora en el Parque de la Sociedad de las Misiones Extranjeras de París.

El Parque de la Sociedad de Misiones Extranjeras de París es el jardín privado más grande de París. Alberga varios artefactos importantes, como una campana china de Cantón llevada a Francia por el almirante francés Rigault de Genouilly, una estela de los mártires de Corea y la lista de miembros canonizados de la Sociedad de las Misiones Extranjeras de París.
El escritor francés François-René de Chateaubriand vivió en un apartamento 120 Rue du Bac, con vistas al parque, un hecho que él menciona en el último párrafo de sus Memorias de ultratumba:

"Mientras escribo estas palabras, mi ventana, que mira hacia el oeste sobre los jardines de la Misión Extranjera, está abierta: se trata de las seis de la mañana, puedo ver la luna pálida e hinchada, sino que se hunde sobre la aguja de los Inválidos, apenas tocada por el primer resplandor de oro del oriente, se podría decir que el viejo mundo estaba llegando a su fin, y el nuevo comienzo que contemplo la luz de un amanecer cuya salida del sol nunca veré. Sólo me queda sentarme al borde de la tumba, pero entonces descenderá audazmente, crucifijo en mano, en la eternidad".
─Chateaubriand, Memorias de ultratumba, Libro 18, Capítulo 18.

## Organización
La Sociedad de las Misiones Extranjeras de París es una sociedad de vida apostólica internacional y de derecho pontificio, cuyo gobierno es ejercido por superior general. Jurídicamente depende de la Congregación para la Evangelización de los Pueblos.
Los misioneros del MEP, también llamados misioneros de París, se dedican a la predicación del Evangelio y a la propagación de la fe cristiana, sentando las bases de nuevas comunidades en medio de pueblos no cristianos, organizando las estructuras básicas de la iglesia particular y llevándolas a desarrollarse en una jurisdicción eclesiástica en comunión con la Santa Sede. En 2017, la sociedad contaba con 225 misioneros, de los cuales 197 eran sacerdotes, y 12 misiones, presentes en Camboya, China, Corea del Sur, Francia, India, Indonesia, Japón, Madagascar, Malasia, Pakistán, Singapur y Tailandia. La curia general se encuentra en la ciudad de París (Francia).